# Lista över fornlämningar i Värnamo kommun
Lista över fornlämningar i Värnamo kommun är en förteckning av ett urval av de fornlämningar som finns i Värnamo kommun.

## Bredaryd
| Namn                                      | Lämningstyp  | Tillkomsttid | Historisk indelning | Plats | Läge                 | ID-nr          | Bild                                      |
| ----------------------------------------- | ------------ | ------------ | ------------------- | ----- | -------------------- | -------------- | ----------------------------------------- |
| Bredaryd 1:1                              | Gravfält     |              | Bredaryd, Småland   |       | 57.184453, 13.750016 | 10057300010001 | Ladda upp en bild av detta fornminne      |
| Bredaryd 2:1                              | Gravfält     |              | Bredaryd, Småland   |       | 57.181106, 13.751039 | 10057300020001 | Ladda upp en bild av detta fornminne      |
| Knektekullarna (Bredaryd 3:1)             | Gravfält     |              | Bredaryd, Småland   |       | 57.168840, 13.739480 | 10057300030001 | Ladda upp en till bild av detta fornminne |
| Bredaryd 4:1                              | Hög          |              | Bredaryd, Småland   |       | 57.174121, 13.739356 | 10057300040001 | Ladda upp en till bild av detta fornminne |
| Bredaryd 5:1                              | Hög          |              | Bredaryd, Småland   |       | 57.169558, 13.752623 | 10057300050001 | Ladda upp en bild av detta fornminne      |
| Bredaryd 6:1                              | Hög          |              | Bredaryd, Småland   |       | 57.159499, 13.766576 | 10057300060001 | Ladda upp en bild av detta fornminne      |
| Bredaryd 9:1                              | Hög          |              | Bredaryd, Småland   |       | 57.154747, 13.733975 | 10057300090001 | Ladda upp en bild av detta fornminne      |
| Bredaryd 10:1                             | Hög          |              | Bredaryd, Småland   |       | 57.152405, 13.731200 | 10057300100001 | Ladda upp en bild av detta fornminne      |
| Bredaryd 11:1                             | Hög          |              | Bredaryd, Småland   |       | 57.177245, 13.730170 | 10057300110001 | Ladda upp en bild av detta fornminne      |
| "Surhögarne" (Bredaryd 13:1)              | Hög          |              | Bredaryd, Småland   |       | 57.148899, 13.727399 | 10057300130001 | Ladda upp en bild av detta fornminne      |
| "Surhögarne" (Bredaryd 13:2)              | Hög          |              | Bredaryd, Småland   |       | 57.148939, 13.727680 | 10057300130002 | Ladda upp en bild av detta fornminne      |
| "Surhögarne" (Bredaryd 13:3)              | Hög          |              | Bredaryd, Småland   |       | 57.148680, 13.727726 | 10057300130003 | Ladda upp en bild av detta fornminne      |
| Hunnakullen. Prästakullen (Bredaryd 15:1) | Hög          |              | Bredaryd, Småland   |       | 57.177143, 13.689861 | 10057300150001 | Ladda upp en bild av detta fornminne      |
| Bredaryd 17:1                             | Hög          |              | Bredaryd, Småland   |       | 57.163055, 13.662761 | 10057300170001 | Ladda upp en bild av detta fornminne      |
| Bredaryd 17:2                             | Hög          |              | Bredaryd, Småland   |       | 57.163043, 13.663025 | 10057300170002 | Ladda upp en bild av detta fornminne      |
| Bredaryd 19:1                             | Gravfält     |              | Bredaryd, Småland   |       | 57.162698, 13.661307 | 10057300190001 | Ladda upp en bild av detta fornminne      |
| Bredaryd 22:1                             | Hög          |              | Bredaryd, Småland   |       | 57.154870, 13.671478 | 10057300220001 | Ladda upp en bild av detta fornminne      |
| Hällingaberget (Bredaryd 23:1)            | Stensättning |              | Bredaryd, Småland   |       | 57.149573, 13.670063 | 10057300230001 | Ladda upp en bild av detta fornminne      |
| Bröttjestadlund (Bredaryd 30:1)           | Gravfält     |              | Bredaryd, Småland   |       | 57.143465, 13.717778 | 10057300300001 | Ladda upp en till bild av detta fornminne |
| Menträdshögen (Bredaryd 31:1)             | Hög          |              | Bredaryd, Småland   |       | 57.144541, 13.718104 | 10057300310001 | Ladda upp en bild av detta fornminne      |
| Bredaryd 32:1                             | Hög          |              | Bredaryd, Småland   |       | 57.143687, 13.703787 | 10057300320001 | Ladda upp en bild av detta fornminne      |
| Bredaryd 32:2                             | Hög          |              | Bredaryd, Småland   |       | 57.143687, 13.703461 | 10057300320002 | Ladda upp en bild av detta fornminne      |
| Bredaryd 32:3                             | Hög          |              | Bredaryd, Småland   |       | 57.143608, 13.703557 | 10057300320003 | Ladda upp en bild av detta fornminne      |
| Bredaryd 33:1                             | Hög          |              | Bredaryd, Småland   |       | 57.144635, 13.703626 | 10057300330001 | Ladda upp en bild av detta fornminne      |
| Bredaryd 33:2                             | Hög          |              | Bredaryd, Småland   |       | 57.145080, 13.703258 | 10057300330002 | Ladda upp en bild av detta fornminne      |
| Bredaryd 34:1                             | Hög          |              | Bredaryd, Småland   |       | 57.145114, 13.704353 | 10057300340001 | Ladda upp en bild av detta fornminne      |
| Bredaryd 34:2                             | Hög          |              | Bredaryd, Småland   |       | 57.145403, 13.704387 | 10057300340002 | Ladda upp en bild av detta fornminne      |
| Bredaryd 38:1                             | Hög          |              | Bredaryd, Småland   |       | 57.162252, 13.666205 | 10057300380001 | Ladda upp en bild av detta fornminne      |
| Bredaryd 39:1                             | Hög          |              | Bredaryd, Småland   |       | 57.166584, 13.732339 | 10057300390001 | Ladda upp en bild av detta fornminne      |
| Bredaryd 41:1                             | Gravfält     |              | Bredaryd, Småland   |       | 57.179625, 13.695815 | 10057300410001 | Ladda upp en bild av detta fornminne      |
| Bredaryd 44:1                             | Hög          |              | Bredaryd, Småland   |       | 57.149219, 13.732938 | 10057300440001 | Ladda upp en bild av detta fornminne      |
| Bredaryd 44:2                             | Hög          |              | Bredaryd, Småland   |       | 57.149455, 13.732289 | 10057300440002 | Ladda upp en bild av detta fornminne      |
| Bredaryd 45:1                             | Hög          |              | Bredaryd, Småland   |       | 57.153156, 13.731352 | 10057300450001 | Ladda upp en bild av detta fornminne      |
| Bredaryd 117:1                            | Stensättning |              | Bredaryd, Småland   |       | 57.152241, 13.666548 | 10057301170001 | Ladda upp en bild av detta fornminne      |
| Bredaryd 149:1                            | Stensättning |              | Bredaryd, Småland   |       | 57.166815, 13.663436 | 10057301490001 | Ladda upp en bild av detta fornminne      |
| Staplabacken (Bredaryd 241:1)             | Stensättning |              | Bredaryd, Småland   |       | 57.201241, 13.752314 | 10057302410001 | Ladda upp en bild av detta fornminne      |
| Bredaryd 291:1                            | Stensättning |              | Bredaryd, Småland   |       | 57.181382, 13.759316 | 10057302910001 | Ladda upp en bild av detta fornminne      |

## Dannäs
| Namn                         | Lämningstyp  | Tillkomsttid | Historisk indelning | Plats | Läge                 | ID-nr          | Bild                                 |
| ---------------------------- | ------------ | ------------ | ------------------- | ----- | -------------------- | -------------- | ------------------------------------ |
| Dannäs 3:1                   | Gravfält     |              | Dannäs, Småland     |       | 57.058878, 13.845343 | 10058200030001 | Ladda upp en bild av detta fornminne |
| Dannäs 4:1                   | Gravfält     |              | Dannäs, Småland     |       | 57.044844, 13.835144 | 10058200040001 | Ladda upp en bild av detta fornminne |
| Dannäs 5:1                   | Gravfält     |              | Dannäs, Småland     |       | 57.058014, 13.848588 | 10058200050001 | Ladda upp en bild av detta fornminne |
| Dannäs 9:1                   | Röse         |              | Dannäs, Småland     |       | 57.062595, 13.867421 | 10058200090001 | Ladda upp en bild av detta fornminne |
| Penningabacken (Dannäs 10:1) | Röse         |              | Dannäs, Småland     |       | 57.048382, 13.878519 | 10058200100001 | Ladda upp en bild av detta fornminne |
| Dannäs 11:1                  | Hällristning |              | Dannäs, Småland     |       | 57.052099, 13.880237 | 10058200110001 | Ladda upp en bild av detta fornminne |
| Dannäs 19:1                  | Stensättning |              | Dannäs, Småland     |       | 57.059878, 13.848731 | 10058200190001 | Ladda upp en bild av detta fornminne |
| Dannäs 20:1                  | Röse         |              | Dannäs, Småland     |       | 57.046295, 13.833798 | 10058200200001 | Ladda upp en bild av detta fornminne |
| Dannäs 60:1                  | Röse         |              | Dannäs, Småland     |       | 57.041342, 13.834051 | 10058200600001 | Ladda upp en bild av detta fornminne |
| Dannäs 90:1                  | Röse         |              | Dannäs, Småland     |       | 57.056352, 13.863810 | 10058200900001 | Ladda upp en bild av detta fornminne |

## Forsheda
| Namn                           | Lämningstyp  | Tillkomsttid | Historisk indelning | Plats | Läge                 | ID-nr          | Bild                                      |
| ------------------------------ | ------------ | ------------ | ------------------- | ----- | -------------------- | -------------- | ----------------------------------------- |
| Forsheda 1:1                   | Gravfält     |              | Forsheda, Småland   |       | 57.113340, 13.872839 | 10058900010001 | Ladda upp en bild av detta fornminne      |
| Forsheda 3:1                   | Röse         |              | Forsheda, Småland   |       | 57.115160, 13.880299 | 10058900030001 | Ladda upp en bild av detta fornminne      |
| Forsheda 12:1                  | Gravfält     |              | Forsheda, Småland   |       | 57.140510, 13.877532 | 10058900120001 | Ladda upp en bild av detta fornminne      |
| Forsheda 15:1                  | Gravfält     |              | Forsheda, Småland   |       | 57.143904, 13.880319 | 10058900150001 | Ladda upp en bild av detta fornminne      |
| Forsheda 16:1                  | Gravfält     |              | Forsheda, Småland   |       | 57.137033, 13.819822 | 10058900160001 | Ladda upp en bild av detta fornminne      |
| Forsheda 18:1                  | Stensättning |              | Forsheda, Småland   |       | 57.136805, 13.824379 | 10058900180001 | Ladda upp en bild av detta fornminne      |
| Forsheda 19:1                  | Stensättning |              | Forsheda, Småland   |       | 57.135981, 13.823430 | 10058900190001 | Ladda upp en bild av detta fornminne      |
| Forsheda 20:1                  | Hög          |              | Forsheda, Småland   |       | 57.135226, 13.822156 | 10058900200001 | Ladda upp en bild av detta fornminne      |
| Hanahöj (Forsheda 22:1)        | Röse         |              | Forsheda, Småland   |       | 57.151090, 13.832423 | 10058900220001 | Ladda upp en bild av detta fornminne      |
| Forsheda 24:1                  | Röse         |              | Forsheda, Småland   |       | 57.145444, 13.824075 | 10058900240001 | Ladda upp en bild av detta fornminne      |
| Forsheda 25:1                  | Stensättning |              | Forsheda, Småland   |       | 57.145921, 13.823161 | 10058900250001 | Ladda upp en bild av detta fornminne      |
| Forsheda 27:1                  | Runristning  |              | Forsheda, Småland   |       | 57.162182, 13.828096 | 10058900270001 | Ladda upp en till bild av detta fornminne |
| Forsheda 30:1                  | Runristning  |              | Forsheda, Småland   |       | 57.166192, 13.805176 | 10058900300001 | Ladda upp en till bild av detta fornminne |
| Forsheda 32:1                  | Gravfält     |              | Forsheda, Småland   |       | 57.151495, 13.799202 | 10058900320001 | Ladda upp en bild av detta fornminne      |
| Minträdsbacken (Forsheda 38:1) | Gravfält     |              | Forsheda, Småland   |       | 57.178334, 13.845185 | 10058900380001 | Ladda upp en bild av detta fornminne      |
| Forsheda 40:1                  | Gravfält     |              | Forsheda, Småland   |       | 57.178013, 13.848464 | 10058900400001 | Ladda upp en bild av detta fornminne      |
| Forsheda 41:1                  | Gravfält     |              | Forsheda, Småland   |       | 57.179880, 13.848473 | 10058900410001 | Ladda upp en bild av detta fornminne      |
| Forsheda 50:1                  | Stensättning |              | Forsheda, Småland   |       | 57.172800, 13.805008 | 10058900500001 | Ladda upp en bild av detta fornminne      |
| Forsheda 61:1                  | Röse         |              | Forsheda, Småland   |       | 57.146690, 13.822332 | 10058900610001 | Ladda upp en bild av detta fornminne      |
| Forsheda 106:1                 | Gravfält     |              | Forsheda, Småland   |       | 57.107841, 13.875397 | 10058901060001 | Ladda upp en bild av detta fornminne      |
| Forsheda 107:1                 | Gravfält     |              | Forsheda, Småland   |       | 57.111171, 13.871309 | 10058901070001 | Ladda upp en bild av detta fornminne      |
| Forsheda 137:1                 | Stensättning |              | Forsheda, Småland   |       | 57.147545, 13.818639 | 10058901370001 | Ladda upp en bild av detta fornminne      |
| Forsheda 137:2                 | Röse         |              | Forsheda, Småland   |       | 57.147812, 13.818697 | 10058901370002 | Ladda upp en bild av detta fornminne      |
| Resesten (Forsheda 150:1)      | Runristning  |              | Forsheda, Småland   |       | 57.163630, 13.779242 | 10058901500001 | Ladda upp en bild av detta fornminne      |

## Fryele
| Namn                           | Lämningstyp                 | Tillkomsttid | Historisk indelning | Plats | Läge                 | ID-nr          | Bild                                 |
| ------------------------------ | --------------------------- | ------------ | ------------------- | ----- | -------------------- | -------------- | ------------------------------------ |
| Fryele 7:1                     | Stenkammargrav              |              | Fryele, Småland     |       | 57.286605, 14.238629 | 10059100070001 | Ladda upp en bild av detta fornminne |
| Kyrkoröret (Fryele 8:1)        | Stensättning                |              | Fryele, Småland     |       | 57.273600, 14.235199 | 10059100080001 | Ladda upp en bild av detta fornminne |
| Kyrkoröret (Fryele 8:2)        | Stensättning                |              | Fryele, Småland     |       | 57.273742, 14.235270 | 10059100080002 | Ladda upp en bild av detta fornminne |
| Fryele 9:1                     | Stenkrets                   |              | Fryele, Småland     |       | 57.269216, 14.233036 | 10059100090001 | Ladda upp en bild av detta fornminne |
| Fryele 9:2                     | Stenkrets                   |              | Fryele, Småland     |       | 57.269300, 14.233151 | 10059100090002 | Ladda upp en bild av detta fornminne |
| Fryele 10:1                    | Grav markerad av sten/block |              | Fryele, Småland     |       | 57.268014, 14.235860 | 10059100100001 | Ladda upp en bild av detta fornminne |
| Fryele 10:2                    | Grav markerad av sten/block |              | Fryele, Småland     |       | 57.268015, 14.236016 | 10059100100002 | Ladda upp en bild av detta fornminne |
| Fryele 12:1                    | Gravfält                    |              | Fryele, Småland     |       | 57.313941, 14.207352 | 10059100120001 | Ladda upp en bild av detta fornminne |
| Fryele 13:1                    | Gravfält                    |              | Fryele, Småland     |       | 57.315085, 14.206789 | 10059100130001 | Ladda upp en bild av detta fornminne |
| Fryele 14:1                    | Grav markerad av sten/block |              | Fryele, Småland     |       | 57.315686, 14.201880 | 10059100140001 | Ladda upp en bild av detta fornminne |
| Fryele 15:1                    | Gravfält                    |              | Fryele, Småland     |       | 57.313215, 14.176688 | 10059100150001 | Ladda upp en bild av detta fornminne |
| Fryele 16:1                    | Stenkammargrav              |              | Fryele, Småland     |       | 57.293157, 14.240295 | 10059100160001 | Ladda upp en bild av detta fornminne |
| Fryele 18:1                    | Röse                        |              | Fryele, Småland     |       | 57.285769, 14.182155 | 10059100180001 | Ladda upp en bild av detta fornminne |
| Fryele 19:1                    | Stenkammargrav              |              | Fryele, Småland     |       | 57.259550, 14.250292 | 10059100190001 | Ladda upp en bild av detta fornminne |
| Fryele 20:1                    | Röse                        |              | Fryele, Småland     |       | 57.257961, 14.252942 | 10059100200001 | Ladda upp en bild av detta fornminne |
| Fryele 23:1                    | Gravfält                    |              | Fryele, Småland     |       | 57.242372, 14.266728 | 10059100230001 | Ladda upp en bild av detta fornminne |
| Fryele 24:1                    | Hög                         |              | Fryele, Småland     |       | 57.264034, 14.204177 | 10059100240001 | Ladda upp en bild av detta fornminne |
| Fryele 25:1                    | Röse                        |              | Fryele, Småland     |       | 57.262165, 14.212679 | 10059100250001 | Ladda upp en bild av detta fornminne |
| Svanakull (Fryele 26:1)        | Borg                        |              | Fryele, Småland     |       | 57.245308, 14.207362 | 10059100260001 | Ladda upp en bild av detta fornminne |
| Fryele 27:1                    | Grav markerad av sten/block |              | Fryele, Småland     |       | 57.230886, 14.160381 | 10059100270001 | Ladda upp en bild av detta fornminne |
| Fryele 30:1                    | Stenkammargrav              |              | Fryele, Småland     |       | 57.250971, 14.159782 | 10059100300001 | Ladda upp en bild av detta fornminne |
| Fryele 32:1                    | Gravfält                    |              | Fryele, Småland     |       | 57.247058, 14.181341 | 10059100320001 | Ladda upp en bild av detta fornminne |
| Fryele 35:1                    | Gravfält                    |              | Fryele, Småland     |       | 57.264051, 14.133113 | 10059100350001 | Ladda upp en bild av detta fornminne |
| Fryele 38:1                    | Röse                        |              | Fryele, Småland     |       | 57.225029, 14.144981 | 10059100380001 | Ladda upp en bild av detta fornminne |
| Fryele 38:2                    | Stensättning                |              | Fryele, Småland     |       | 57.225569, 14.145036 | 10059100380002 | Ladda upp en bild av detta fornminne |
| Källarekullen (Fryele 39:1)    | Gravfält                    |              | Fryele, Småland     |       | 57.221034, 14.142839 | 10059100390001 | Ladda upp en bild av detta fornminne |
| Slättgärdskullen (Fryele 40:1) | Gravfält                    |              | Fryele, Småland     |       | 57.223244, 14.138486 | 10059100400001 | Ladda upp en bild av detta fornminne |
| Slättgärdskullen (Fryele 49:1) | Gravfält                    |              | Fryele, Småland     |       | 57.221859, 14.139224 | 10059100490001 | Ladda upp en bild av detta fornminne |
| Fryele 50:1                    | Gravfält                    |              | Fryele, Småland     |       | 57.223899, 14.140177 | 10059100500001 | Ladda upp en bild av detta fornminne |
| Fryele 102:1                   | Stenkrets                   |              | Fryele, Småland     |       | 57.287137, 14.154066 | 10059101020001 | Ladda upp en bild av detta fornminne |
| Fryele 122:1                   | Stensättning                |              | Fryele, Småland     |       | 57.217744, 14.157153 | 10059101220001 | Ladda upp en bild av detta fornminne |
| Fryele 145:1                   | Stensättning                |              | Fryele, Småland     |       | 57.246802, 14.221146 | 10059101450001 | Ladda upp en bild av detta fornminne |
| Fryele 145:2                   | Stensättning                |              | Fryele, Småland     |       | 57.246912, 14.221162 | 10059101450002 | Ladda upp en bild av detta fornminne |
| Fryele 148:1                   | Röse                        |              | Fryele, Småland     |       | 57.261866, 14.250976 | 10059101480001 | Ladda upp en bild av detta fornminne |
| Fryele 149:1                   | Stenkammargrav              |              | Fryele, Småland     |       | 57.261808, 14.249216 | 10059101490001 | Ladda upp en bild av detta fornminne |
| Fryele 159:1                   | Röse                        |              | Fryele, Småland     |       | 57.267205, 14.152688 | 10059101590001 | Ladda upp en bild av detta fornminne |

## Gällaryd
| Namn                        | Lämningstyp    | Tillkomsttid | Historisk indelning | Plats | Läge                 | ID-nr          | Bild                                 |
| --------------------------- | -------------- | ------------ | ------------------- | ----- | -------------------- | -------------- | ------------------------------------ |
| Gällaryd 17:1               | Stenkammargrav |              | Gällaryd, Småland   |       | 57.108465, 14.334405 | 10059700170001 | Ladda upp en bild av detta fornminne |
| Björnehögen (Gällaryd 21:1) | Stenkammargrav |              | Gällaryd, Småland   |       | 57.215645, 14.310786 | 10059700210001 | Ladda upp en bild av detta fornminne |
| Gällaryd 22:1               | Röse           |              | Gällaryd, Småland   |       | 57.210698, 14.330584 | 10059700220001 | Ladda upp en bild av detta fornminne |
| Pengaröret (Gällaryd 30:1)  | Röse           |              | Gällaryd, Småland   |       | 57.170395, 14.304195 | 10059700300001 | Ladda upp en bild av detta fornminne |
| Gällaryd 31:1               | Röse           |              | Gällaryd, Småland   |       | 57.164142, 14.317537 | 10059700310001 | Ladda upp en bild av detta fornminne |
| Pengaröret (Gällaryd 36:1)  | Röse           |              | Gällaryd, Småland   |       | 57.146976, 14.308644 | 10059700360001 | Ladda upp en bild av detta fornminne |
| Stora rör (Gällaryd 37:1)   | Röse           |              | Gällaryd, Småland   |       | 57.143447, 14.308391 | 10059700370001 | Ladda upp en bild av detta fornminne |
| Gällaryd 108:1              | Minnesmärke    |              | Gällaryd, Småland   |       | 57.160940, 14.332507 | 10059701080001 | Ladda upp en bild av detta fornminne |

## Hånger
| Namn                                    | Lämningstyp                      | Tillkomsttid | Historisk indelning | Plats | Läge                 | ID-nr          | Bild                                 |
| --------------------------------------- | -------------------------------- | ------------ | ------------------- | ----- | -------------------- | -------------- | ------------------------------------ |
| Hånger 1:1                              | Gravfält                         |              | Hånger, Småland     |       | 57.076096, 13.979164 | 10060700010001 | Ladda upp en bild av detta fornminne |
| Hånger 2:1                              | Röse                             |              | Hånger, Småland     |       | 57.063501, 13.982038 | 10060700020001 | Ladda upp en bild av detta fornminne |
| Hånger 3:1                              | Hällristning                     |              | Hånger, Småland     |       | 57.062684, 13.981251 | 10060700030001 | Ladda upp en bild av detta fornminne |
| Menträdsbacken (Hånger 4:1)             | Hög                              |              | Hånger, Småland     |       | 57.067668, 13.989208 | 10060700040001 | Ladda upp en bild av detta fornminne |
| Menträdsbacken (Hånger 6:1)             | Hög                              |              | Hånger, Småland     |       | 57.067459, 13.989923 | 10060700060001 | Ladda upp en bild av detta fornminne |
| Vitarör (Hånger 7:1)                    | Röse                             |              | Hånger, Småland     |       | 57.080796, 13.943641 | 10060700070001 | Ladda upp en bild av detta fornminne |
| Hånger 8:1                              | Stensättning                     |              | Hånger, Småland     |       | 57.062404, 13.981422 | 10060700080001 | Ladda upp en bild av detta fornminne |
| Hånger 10:1                             | Hög                              |              | Hånger, Småland     |       | 57.076675, 13.978360 | 10060700100001 | Ladda upp en bild av detta fornminne |
| Gatebacken (Hånger 11:1)                | Gravfält                         |              | Hånger, Småland     |       | 57.068954, 13.983467 | 10060700110001 | Ladda upp en bild av detta fornminne |
| Hånger 12:3                             | Stensättning                     |              | Hånger, Småland     |       | 57.068528, 13.983019 | 10060700120003 | Ladda upp en bild av detta fornminne |
| Hånger 13:1                             | Gravfält                         |              | Hånger, Småland     |       | 57.068282, 13.983064 | 10060700130001 | Ladda upp en bild av detta fornminne |
| Hånger 15:1                             | Stensättning                     |              | Hånger, Småland     |       | 57.067978, 13.983155 | 10060700150001 | Ladda upp en bild av detta fornminne |
| Hånger 15:2                             | Stensättning                     |              | Hånger, Småland     |       | 57.067951, 13.982997 | 10060700150002 | Ladda upp en bild av detta fornminne |
| Hånger 17:1                             | Begravningsplats                 |              | Hånger, Småland     |       | 57.073842, 13.976976 | 10060700170001 | Ladda upp en bild av detta fornminne |
| Hånger 20:1                             | Husgrund, förhistorisk/medeltida |              | Hånger, Småland     |       | 57.074711, 13.999002 | 10060700200001 | Ladda upp en bild av detta fornminne |
| Hånger 21:1                             | Hällristning                     |              | Hånger, Småland     |       | 57.072181, 14.002140 | 10060700210001 | Ladda upp en bild av detta fornminne |
| Hånger 24:1                             | Gravfält                         |              | Hånger, Småland     |       | 57.071085, 13.940664 | 10060700240001 | Ladda upp en bild av detta fornminne |
| Hånger 30:1                             | Röse                             |              | Hånger, Småland     |       | 57.065622, 13.934143 | 10060700300001 | Ladda upp en bild av detta fornminne |
| Hånger 39:1                             | Gravfält                         |              | Hånger, Småland     |       | 57.087988, 13.959114 | 10060700390001 | Ladda upp en bild av detta fornminne |
| Hånger 40:1                             | Gravfält                         |              | Hånger, Småland     |       | 57.088378, 13.957853 | 10060700400001 | Ladda upp en bild av detta fornminne |
| Hånger 44:1                             | Gravfält                         |              | Hånger, Småland     |       | 57.095685, 13.992109 | 10060700440001 | Ladda upp en bild av detta fornminne |
| Hånger 47:1                             | Hög                              |              | Hånger, Småland     |       | 57.091769, 13.954458 | 10060700470001 | Ladda upp en bild av detta fornminne |
| Hånger 51:1                             | Grav markerad av sten/block      |              | Hånger, Småland     |       | 57.094413, 13.988672 | 10060700510001 | Ladda upp en bild av detta fornminne |
| Hånger 51:2                             | Grav markerad av sten/block      |              | Hånger, Småland     |       | 57.094336, 13.988617 | 10060700510002 | Ladda upp en bild av detta fornminne |
| Hånger 51:3                             | Grav markerad av sten/block      |              | Hånger, Småland     |       | 57.094443, 13.988610 | 10060700510003 | Ladda upp en bild av detta fornminne |
| Balders Tempel/Bruses Rör (Hånger 53:1) | Röse                             |              | Hånger, Småland     |       | 57.104822, 13.932958 | 10060700530001 | Ladda upp en bild av detta fornminne |
| Hånger 54:1                             | Gravfält                         |              | Hånger, Småland     |       | 57.116219, 13.930003 | 10060700540001 | Ladda upp en bild av detta fornminne |
| Hånger 55:1                             | Hög                              |              | Hånger, Småland     |       | 57.115813, 13.930341 | 10060700550001 | Ladda upp en bild av detta fornminne |
| Hånger 56:1                             | Röse                             |              | Hånger, Småland     |       | 57.079002, 13.904971 | 10060700560001 | Ladda upp en bild av detta fornminne |
| Hånger 63:1                             | Gravfält                         |              | Hånger, Småland     |       | 57.116995, 13.929920 | 10060700630001 | Ladda upp en bild av detta fornminne |
| Hånger 64:1                             | Gravfält                         |              | Hånger, Småland     |       | 57.116441, 13.928054 | 10060700640001 | Ladda upp en bild av detta fornminne |
| Hånger 70:1                             | Gravfält                         |              | Hånger, Småland     |       | 57.107828, 13.941480 | 10060700700001 | Ladda upp en bild av detta fornminne |
| Hånger 98:1                             | Hög                              |              | Hånger, Småland     |       | 57.115498, 13.926698 | 10060700980001 | Ladda upp en bild av detta fornminne |
| Hånger 99:1                             | Röse                             |              | Hånger, Småland     |       | 57.114083, 13.928129 | 10060700990001 | Ladda upp en bild av detta fornminne |
| Hånger 99:2                             | Grav markerad av sten/block      |              | Hånger, Småland     |       | 57.114161, 13.928008 | 10060700990002 | Ladda upp en bild av detta fornminne |
| Hånger 100:1                            | Röse                             |              | Hånger, Småland     |       | 57.114009, 13.916966 | 10060701000001 | Ladda upp en bild av detta fornminne |
| Hånger 100:2                            | Hällristning                     |              | Hånger, Småland     |       | 57.113989, 13.916977 | 10060701000002 | Ladda upp en bild av detta fornminne |
| Hånger 103:1                            | Gravfält                         |              | Hånger, Småland     |       | 57.119108, 13.927957 | 10060701030001 | Ladda upp en bild av detta fornminne |
| Bösta Sten (Hånger 106:1)               | Hög                              |              | Hånger, Småland     |       | 57.110174, 13.934721 | 10060701060001 | Ladda upp en bild av detta fornminne |
| 2) Herrgårdsstenen (Hånger 132:1)       | Hög                              |              | Hånger, Småland     |       | 57.118868, 13.932871 | 10060701320001 | Ladda upp en bild av detta fornminne |
| Hånger 163:1                            | Röse                             |              | Hånger, Småland     |       | 57.079873, 13.941162 | 10060701630001 | Ladda upp en bild av detta fornminne |
| Hånger 167:1                            | Hällristning                     |              | Hånger, Småland     |       | 57.110066, 13.932745 | 10060701670001 | Ladda upp en bild av detta fornminne |
| Hånger 168:1                            | Gravfält                         |              | Hånger, Småland     |       | 57.118887, 13.929006 | 10060701680001 | Ladda upp en bild av detta fornminne |
| Hånger 172:1                            | Grav markerad av sten/block      |              | Hånger, Småland     |       | 57.095826, 13.991949 | 10060701720001 | Ladda upp en bild av detta fornminne |
| Hånger 201:1                            | Grav markerad av sten/block      |              | Hånger, Småland     |       | 57.067290, 13.961075 | 10060702010001 | Ladda upp en bild av detta fornminne |
| Hånger 217                              | Kyrka/kapell                     |              | Hånger, Småland     |       | 57.073866, 13.977016 | 12000000024136 | Ladda upp en bild av detta fornminne |

## Kulltorp
| Namn          | Lämningstyp  | Tillkomsttid | Historisk indelning | Plats | Läge                 | ID-nr          | Bild                                 |
| ------------- | ------------ | ------------ | ------------------- | ----- | -------------------- | -------------- | ------------------------------------ |
| Bredaryd 52:1 | Stensättning |              | Kulltorp, Småland   |       | 57.215129, 13.770145 | 10057300520001 | Ladda upp en bild av detta fornminne |
| Bredaryd 53:1 | Hög          |              | Kulltorp, Småland   |       | 57.215499, 13.772486 | 10057300530001 | Ladda upp en bild av detta fornminne |
| Bredaryd 55:1 | Gravfält     |              | Kulltorp, Småland   |       | 57.220116, 13.776492 | 10057300550001 | Ladda upp en bild av detta fornminne |
| Bredaryd 56:1 | Gravfält     |              | Kulltorp, Småland   |       | 57.219418, 13.777177 | 10057300560001 | Ladda upp en bild av detta fornminne |

## Nydala
| Namn                         | Lämningstyp                 | Tillkomsttid | Historisk indelning | Plats | Läge                 | ID-nr          | Bild                                      |
| ---------------------------- | --------------------------- | ------------ | ------------------- | ----- | -------------------- | -------------- | ----------------------------------------- |
| Nydala 1:1                   | Röse                        |              | Nydala, Småland     |       | 57.250663, 14.405174 | 10064200010001 | Ladda upp en bild av detta fornminne      |
| Nydala 2:1                   | Röse                        |              | Nydala, Småland     |       | 57.263685, 14.399563 | 10064200020001 | Ladda upp en bild av detta fornminne      |
| Nydala 3:1                   | Gravfält                    |              | Nydala, Småland     |       | 57.210472, 14.380591 | 10064200030001 | Ladda upp en bild av detta fornminne      |
| Nydala 6:1                   | Stenkammargrav              |              | Nydala, Småland     |       | 57.244975, 14.328156 | 10064200060001 | Ladda upp en bild av detta fornminne      |
| Nydala 6:2                   | Stenkammargrav              |              | Nydala, Småland     |       | 57.245101, 14.327714 | 10064200060002 | Ladda upp en bild av detta fornminne      |
| Nydala 7:1                   | Stenkrets                   |              | Nydala, Småland     |       | 57.245027, 14.316547 | 10064200070001 | Ladda upp en bild av detta fornminne      |
| Nydala 7:2                   | Stenkrets                   |              | Nydala, Småland     |       | 57.245105, 14.316759 | 10064200070002 | Ladda upp en bild av detta fornminne      |
| Nydala 7:3                   | Grav markerad av sten/block |              | Nydala, Småland     |       | 57.245130, 14.316589 | 10064200070003 | Ladda upp en bild av detta fornminne      |
| Drakaröret (Nydala 11:1)     | Röse                        |              | Nydala, Småland     |       | 57.356045, 14.353146 | 10064200110001 | Ladda upp en bild av detta fornminne      |
| Nydala 12:1                  | Stenkammargrav              |              | Nydala, Småland     |       | 57.355264, 14.353770 | 10064200120001 | Ladda upp en bild av detta fornminne      |
| Nydala 13:1                  | Stenkammargrav              |              | Nydala, Småland     |       | 57.336549, 14.367726 | 10064200130001 | Ladda upp en bild av detta fornminne      |
| Nydala 15:1                  | Röse                        |              | Nydala, Småland     |       | 57.337767, 14.338779 | 10064200150001 | Ladda upp en bild av detta fornminne      |
| Nydala 16:1                  | Röse                        |              | Nydala, Småland     |       | 57.336915, 14.339355 | 10064200160001 | Ladda upp en bild av detta fornminne      |
| Nydala kloster (Nydala 17:1) | Kloster                     |              | Nydala, Småland     |       | 57.322776, 14.340481 | 10064200170001 | Ladda upp en till bild av detta fornminne |
| Nydala 20:1                  | Röse                        |              | Nydala, Småland     |       | 57.312037, 14.297890 | 10064200200001 | Ladda upp en bild av detta fornminne      |
| Nydala 21:1                  | Röse                        |              | Nydala, Småland     |       | 57.311797, 14.296903 | 10064200210001 | Ladda upp en bild av detta fornminne      |
| Nydala 22:1                  | Röse                        |              | Nydala, Småland     |       | 57.300465, 14.309206 | 10064200220001 | Ladda upp en bild av detta fornminne      |
| Nydala 23:1                  | Gravfält                    |              | Nydala, Småland     |       | 57.298370, 14.308958 | 10064200230001 | Ladda upp en bild av detta fornminne      |
| Nydala 26:1                  | Stenkammargrav              |              | Nydala, Småland     |       | 57.308134, 14.312420 | 10064200260001 | Ladda upp en bild av detta fornminne      |
| Penningröret (Nydala 27:1)   | Röse                        |              | Nydala, Småland     |       | 57.308047, 14.317774 | 10064200270001 | Ladda upp en bild av detta fornminne      |
| Nydala 29:1                  | Stensättning                |              | Nydala, Småland     |       | 57.280807, 14.281216 | 10064200290001 | Ladda upp en bild av detta fornminne      |
| Nydala 30:1                  | Röse                        |              | Nydala, Småland     |       | 57.278645, 14.297795 | 10064200300001 | Ladda upp en bild av detta fornminne      |
| Nydala 30:3                  | Stensättning                |              | Nydala, Småland     |       | 57.278510, 14.297963 | 10064200300003 | Ladda upp en bild av detta fornminne      |
| Nydala 33:1                  | Röse                        |              | Nydala, Småland     |       | 57.272340, 14.291768 | 10064200330001 | Ladda upp en bild av detta fornminne      |
| Nydala 33:2                  | Stensättning                |              | Nydala, Småland     |       | 57.271924, 14.291888 | 10064200330002 | Ladda upp en bild av detta fornminne      |
| Nydala 36:1                  | Röse                        |              | Nydala, Småland     |       | 57.317794, 14.330863 | 10064200360001 | Ladda upp en bild av detta fornminne      |
| Nydala 39:1                  | Röse                        |              | Nydala, Småland     |       | 57.289119, 14.301488 | 10064200390001 | Ladda upp en bild av detta fornminne      |
| Nydala 39:2                  | Stensättning                |              | Nydala, Småland     |       | 57.288741, 14.301754 | 10064200390002 | Ladda upp en bild av detta fornminne      |
| Nydala 59:1                  | Grav markerad av sten/block |              | Nydala, Småland     |       | 57.296182, 14.307586 | 10064200590001 | Ladda upp en bild av detta fornminne      |
| Nydala 60:1                  | Grav markerad av sten/block |              | Nydala, Småland     |       | 57.296204, 14.309108 | 10064200600001 | Ladda upp en bild av detta fornminne      |
| Nydala 60:2                  | Grav markerad av sten/block |              | Nydala, Småland     |       | 57.296320, 14.309189 | 10064200600002 | Ladda upp en bild av detta fornminne      |
| Johannesberg (Nydala 65:1)   | Röse                        |              | Nydala, Småland     |       | 57.257574, 14.298939 | 10064200650001 | Ladda upp en bild av detta fornminne      |
| Nydala 168:1                 | Stensättning                |              | Nydala, Småland     |       | 57.310535, 14.359126 | 10064201680001 | Ladda upp en bild av detta fornminne      |
| Nydala 169:1                 | Stensättning                |              | Nydala, Småland     |       | 57.309189, 14.360818 | 10064201690001 | Ladda upp en bild av detta fornminne      |

## Rydaholm
| Namn                            | Lämningstyp                      | Tillkomsttid | Historisk indelning | Plats | Läge                 | ID-nr          | Bild                                 |
| ------------------------------- | -------------------------------- | ------------ | ------------------- | ----- | -------------------- | -------------- | ------------------------------------ |
| Rydaholm 12:1                   | Stensättning                     |              | Rydaholm, Småland   |       | 56.978920, 14.331195 | 10065100120001 | Ladda upp en bild av detta fornminne |
| Rydaholm 13:1                   | Röse                             |              | Rydaholm, Småland   |       | 56.952247, 14.221339 | 10065100130001 | Ladda upp en bild av detta fornminne |
| Rydaholm 14:1                   | Hög                              |              | Rydaholm, Småland   |       | 56.956071, 14.224209 | 10065100140001 | Ladda upp en bild av detta fornminne |
| Rydaholm 15:1                   | Gravfält                         |              | Rydaholm, Småland   |       | 56.956696, 14.223706 | 10065100150001 | Ladda upp en bild av detta fornminne |
| Rydaholm 18:1                   | Stensättning                     |              | Rydaholm, Småland   |       | 56.958588, 14.226498 | 10065100180001 | Ladda upp en bild av detta fornminne |
| Rydaholm 19:1                   | Stensättning                     |              | Rydaholm, Småland   |       | 56.960719, 14.230439 | 10065100190001 | Ladda upp en bild av detta fornminne |
| Rydaholm 21:1                   | Röse                             |              | Rydaholm, Småland   |       | 57.036396, 14.177315 | 10065100210001 | Ladda upp en bild av detta fornminne |
| Rydaholm 22:1                   | Röse                             |              | Rydaholm, Småland   |       | 56.964099, 14.231195 | 10065100220001 | Ladda upp en bild av detta fornminne |
| Rydaholm 23:1                   | Röse                             |              | Rydaholm, Småland   |       | 57.038797, 14.177696 | 10065100230001 | Ladda upp en bild av detta fornminne |
| Rydaholm 29:1                   | Stenkammargrav                   |              | Rydaholm, Småland   |       | 57.016823, 14.166406 | 10065100290001 | Ladda upp en bild av detta fornminne |
| Rydaholm 30:1                   | Stensättning                     |              | Rydaholm, Småland   |       | 57.015327, 14.165493 | 10065100300001 | Ladda upp en bild av detta fornminne |
| Rydaholm 33:1                   | Grav markerad av sten/block      |              | Rydaholm, Småland   |       | 56.988199, 14.212803 | 10065100330001 | Ladda upp en bild av detta fornminne |
| Rydaholm 43:1                   | Stensättning                     |              | Rydaholm, Småland   |       | 56.970392, 14.327077 | 10065100430001 | Ladda upp en bild av detta fornminne |
| Rydaholm 47:1                   | Stensättning                     |              | Rydaholm, Småland   |       | 56.977345, 14.299032 | 10065100470001 | Ladda upp en bild av detta fornminne |
| Rydaholm 48:1                   | Hög                              |              | Rydaholm, Småland   |       | 56.977115, 14.296761 | 10065100480001 | Ladda upp en bild av detta fornminne |
| Rydaholm 49:1                   | Stensättning                     |              | Rydaholm, Småland   |       | 56.976742, 14.296522 | 10065100490001 | Ladda upp en bild av detta fornminne |
| Rydaholm 50:1                   | Röse                             |              | Rydaholm, Småland   |       | 56.976271, 14.295939 | 10065100500001 | Ladda upp en bild av detta fornminne |
| Rydaholm 53:1                   | Röse                             |              | Rydaholm, Småland   |       | 56.996627, 14.316925 | 10065100530001 | Ladda upp en bild av detta fornminne |
| Järparör (Rydaholm 54:1)        | Stensättning                     |              | Rydaholm, Småland   |       | 56.996834, 14.316206 | 10065100540001 | Ladda upp en bild av detta fornminne |
| Konungarör (Rydaholm 62:1)      | Röse                             |              | Rydaholm, Småland   |       | 56.979643, 14.312374 | 10065100620001 | Ladda upp en bild av detta fornminne |
| Rydaholm 63:1                   | Stensättning                     |              | Rydaholm, Småland   |       | 56.978604, 14.314109 | 10065100630001 | Ladda upp en bild av detta fornminne |
| Rydaholm 63:2                   | Stensättning                     |              | Rydaholm, Småland   |       | 56.978574, 14.313880 | 10065100630002 | Ladda upp en bild av detta fornminne |
| Rydaholm 70:1                   | Begravningsplats                 |              | Rydaholm, Småland   |       | 56.982475, 14.286969 | 10065100700001 | Ladda upp en bild av detta fornminne |
| Rydaholm 72:1                   | Röse                             |              | Rydaholm, Småland   |       | 56.986111, 14.283974 | 10065100720001 | Ladda upp en bild av detta fornminne |
| Rydaholm 73:1                   | Röse                             |              | Rydaholm, Småland   |       | 56.986113, 14.283550 | 10065100730001 | Ladda upp en bild av detta fornminne |
| Rydaholm 73:2                   | Hög                              |              | Rydaholm, Småland   |       | 56.986105, 14.283707 | 10065100730002 | Ladda upp en bild av detta fornminne |
| Rydaholm 75:1                   | Hög                              |              | Rydaholm, Småland   |       | 56.986873, 14.290247 | 10065100750001 | Ladda upp en bild av detta fornminne |
| Rydaholm 78:1                   | Stensättning                     |              | Rydaholm, Småland   |       | 56.990718, 14.288743 | 10065100780001 | Ladda upp en bild av detta fornminne |
| Rydaholm 78:2                   | Stensättning                     |              | Rydaholm, Småland   |       | 56.990628, 14.288822 | 10065100780002 | Ladda upp en bild av detta fornminne |
| Rydaholm 79:1                   | Röse                             |              | Rydaholm, Småland   |       | 56.991918, 14.289076 | 10065100790001 | Ladda upp en bild av detta fornminne |
| Rydaholm 83:1                   | Röse                             |              | Rydaholm, Småland   |       | 56.994749, 14.289013 | 10065100830001 | Ladda upp en bild av detta fornminne |
| Rydaholm 87:1                   | Röse                             |              | Rydaholm, Småland   |       | 56.984551, 14.283954 | 10065100870001 | Ladda upp en bild av detta fornminne |
| Rydaholm 88:1                   | Stensättning                     |              | Rydaholm, Småland   |       | 56.977777, 14.285267 | 10065100880001 | Ladda upp en bild av detta fornminne |
| Rydaholm 88:2                   | Stensättning                     |              | Rydaholm, Småland   |       | 56.977769, 14.285483 | 10065100880002 | Ladda upp en bild av detta fornminne |
| Rydaholm 95:1                   | Hög                              |              | Rydaholm, Småland   |       | 57.000486, 14.346659 | 10065100950001 | Ladda upp en bild av detta fornminne |
| Rydaholm 96:1                   | Röse                             |              | Rydaholm, Småland   |       | 56.999224, 14.343289 | 10065100960001 | Ladda upp en bild av detta fornminne |
| Rydaholm 97:1                   | Röse                             |              | Rydaholm, Småland   |       | 56.998845, 14.345476 | 10065100970001 | Ladda upp en bild av detta fornminne |
| Rydaholm 99:1                   | Hög                              |              | Rydaholm, Småland   |       | 56.975944, 14.290775 | 10065100990001 | Ladda upp en bild av detta fornminne |
| Rydaholm 102:1                  | Gravfält                         |              | Rydaholm, Småland   |       | 57.001646, 14.274993 | 10065101020001 | Ladda upp en bild av detta fornminne |
| Brännerör (Rydaholm 104:1)      | Röse                             |              | Rydaholm, Småland   |       | 57.005992, 14.276701 | 10065101040001 | Ladda upp en bild av detta fornminne |
| Stora rör (Rydaholm 105:1)      | Stenkammargrav                   |              | Rydaholm, Småland   |       | 57.009441, 14.275564 | 10065101050001 | Ladda upp en bild av detta fornminne |
| Rydaholm 106:1                  | Stenkammargrav                   |              | Rydaholm, Småland   |       | 56.930903, 14.277726 | 10065101060001 | Ladda upp en bild av detta fornminne |
| Rydaholm 107:1                  | Röse                             |              | Rydaholm, Småland   |       | 56.929873, 14.282422 | 10065101070001 | Ladda upp en bild av detta fornminne |
| Rydaholm 107:2                  | Röse                             |              | Rydaholm, Småland   |       | 56.929889, 14.282615 | 10065101070002 | Ladda upp en bild av detta fornminne |
| Rydaholm 107:3                  | Stensättning                     |              | Rydaholm, Småland   |       | 56.929979, 14.282451 | 10065101070003 | Ladda upp en bild av detta fornminne |
| Rydaholm 111:1                  | Gravfält                         |              | Rydaholm, Småland   |       | 56.931034, 14.286452 | 10065101110001 | Ladda upp en bild av detta fornminne |
| Jättekistan (Rydaholm 114:1)    | Stenkammargrav                   |              | Rydaholm, Småland   |       | 56.947342, 14.356933 | 10065101140001 | Ladda upp en bild av detta fornminne |
| Rydaholm 116:1                  | Runristning                      |              | Rydaholm, Småland   |       | 56.999901, 14.274979 | 10065101160001 | Ladda upp en bild av detta fornminne |
| Rydaholm 119:1                  | Röse                             |              | Rydaholm, Småland   |       | 57.008231, 14.276532 | 10065101190001 | Ladda upp en bild av detta fornminne |
| Rydaholm 120:1                  | Hög                              |              | Rydaholm, Småland   |       | 56.929793, 14.285080 | 10065101200001 | Ladda upp en bild av detta fornminne |
| Rydaholm 125:1                  | Röse                             |              | Rydaholm, Småland   |       | 57.022813, 14.288307 | 10065101250001 | Ladda upp en bild av detta fornminne |
| Rydaholm 127:1                  | Röse                             |              | Rydaholm, Småland   |       | 57.027539, 14.283753 | 10065101270001 | Ladda upp en bild av detta fornminne |
| Rydaholm 128:1                  | Gravfält                         |              | Rydaholm, Småland   |       | 57.038771, 14.262151 | 10065101280001 | Ladda upp en bild av detta fornminne |
| Elaks höjd (Rydaholm 131:1)     | Röse                             |              | Rydaholm, Småland   |       | 56.973822, 14.301961 | 10065101310001 | Ladda upp en bild av detta fornminne |
| Rydaholm 132:1                  | Gravfält                         |              | Rydaholm, Småland   |       | 56.968363, 14.304434 | 10065101320001 | Ladda upp en bild av detta fornminne |
| Rydaholm 134:1                  | Gravfält                         |              | Rydaholm, Småland   |       | 56.967025, 14.304833 | 10065101340001 | Ladda upp en bild av detta fornminne |
| Rydaholm 136:1                  | Hög                              |              | Rydaholm, Småland   |       | 56.967978, 14.307680 | 10065101360001 | Ladda upp en bild av detta fornminne |
| Rydaholm 137:1                  | Stenkammargrav                   |              | Rydaholm, Småland   |       | 56.957367, 14.321007 | 10065101370001 | Ladda upp en bild av detta fornminne |
| Rydaholm 139:1                  | Hög                              |              | Rydaholm, Småland   |       | 56.960742, 14.314391 | 10065101390001 | Ladda upp en bild av detta fornminne |
| Rydaholm 140:1                  | Hög                              |              | Rydaholm, Småland   |       | 56.961303, 14.313154 | 10065101400001 | Ladda upp en bild av detta fornminne |
| Rydaholm 141:1                  | Gravfält                         |              | Rydaholm, Småland   |       | 56.959408, 14.310167 | 10065101410001 | Ladda upp en bild av detta fornminne |
| Rydaholm 142:1                  | Hög                              |              | Rydaholm, Småland   |       | 56.963351, 14.309120 | 10065101420001 | Ladda upp en bild av detta fornminne |
| Rydaholm 143:1                  | Hällristning                     |              | Rydaholm, Småland   |       | 56.962693, 14.308406 | 10065101430001 | Ladda upp en bild av detta fornminne |
| Rydaholm 144:1                  | Stensättning                     |              | Rydaholm, Småland   |       | 56.961170, 14.304993 | 10065101440001 | Ladda upp en bild av detta fornminne |
| Rydaholm 145:1                  | Röse                             |              | Rydaholm, Småland   |       | 56.997682, 14.316905 | 10065101450001 | Ladda upp en bild av detta fornminne |
| Rydaholm 146:1                  | Röse                             |              | Rydaholm, Småland   |       | 56.961885, 14.304330 | 10065101460001 | Ladda upp en bild av detta fornminne |
| Rydaholm 146:2                  | Stensättning                     |              | Rydaholm, Småland   |       | 56.961784, 14.304284 | 10065101460002 | Ladda upp en bild av detta fornminne |
| Rydaholm 146:3                  | Röse                             |              | Rydaholm, Småland   |       | 56.961683, 14.304264 | 10065101460003 | Ladda upp en bild av detta fornminne |
| Rydaholm 146:4                  | Röse                             |              | Rydaholm, Småland   |       | 56.961597, 14.304378 | 10065101460004 | Ladda upp en bild av detta fornminne |
| Rydaholm 147:1                  | Röse                             |              | Rydaholm, Småland   |       | 56.960202, 14.319353 | 10065101470001 | Ladda upp en bild av detta fornminne |
| Luveryds högar (Rydaholm 148:1) | Gravfält                         |              | Rydaholm, Småland   |       | 56.959937, 14.285785 | 10065101480001 | Ladda upp en bild av detta fornminne |
| Rydaholm 149:1                  | Gravfält                         |              | Rydaholm, Småland   |       | 56.957283, 14.289708 | 10065101490001 | Ladda upp en bild av detta fornminne |
| Rydaholm 150:1                  | Röse                             |              | Rydaholm, Småland   |       | 56.954118, 14.284785 | 10065101500001 | Ladda upp en bild av detta fornminne |
| Rydaholm 150:2                  | Röse                             |              | Rydaholm, Småland   |       | 56.954010, 14.284688 | 10065101500002 | Ladda upp en bild av detta fornminne |
| Rydaholm 152:1                  | Röse                             |              | Rydaholm, Småland   |       | 56.964390, 14.274167 | 10065101520001 | Ladda upp en bild av detta fornminne |
| Rydaholm 154:1                  | Röse                             |              | Rydaholm, Småland   |       | 56.978604, 14.282433 | 10065101540001 | Ladda upp en bild av detta fornminne |
| Rydaholm 156:1                  | Hög                              |              | Rydaholm, Småland   |       | 56.979781, 14.282836 | 10065101560001 | Ladda upp en bild av detta fornminne |
| Rydaholm 156:2                  | Hög                              |              | Rydaholm, Småland   |       | 56.979634, 14.282808 | 10065101560002 | Ladda upp en bild av detta fornminne |
| Rydaholm 158:1                  | Röse                             |              | Rydaholm, Småland   |       | 56.980687, 14.282528 | 10065101580001 | Ladda upp en bild av detta fornminne |
| Rydaholm 160:1                  | Gravfält                         |              | Rydaholm, Småland   |       | 56.980571, 14.276184 | 10065101600001 | Ladda upp en bild av detta fornminne |
| Rydaholm 161:1                  | Stensättning                     |              | Rydaholm, Småland   |       | 56.982438, 14.276084 | 10065101610001 | Ladda upp en bild av detta fornminne |
| Rydaholm 177:1                  | Röse                             |              | Rydaholm, Småland   |       | 56.980924, 14.279235 | 10065101770001 | Ladda upp en bild av detta fornminne |
| Rydaholm 183:1                  | Röse                             |              | Rydaholm, Småland   |       | 56.981249, 14.280652 | 10065101830001 | Ladda upp en bild av detta fornminne |
| Rydaholm 184:1                  | Stensättning                     |              | Rydaholm, Småland   |       | 56.995697, 14.280553 | 10065101840001 | Ladda upp en bild av detta fornminne |
| Rydaholm 184:2                  | Stensättning                     |              | Rydaholm, Småland   |       | 56.995694, 14.280316 | 10065101840002 | Ladda upp en bild av detta fornminne |
| Rydaholm 184:3                  | Stensättning                     |              | Rydaholm, Småland   |       | 56.995609, 14.280688 | 10065101840003 | Ladda upp en bild av detta fornminne |
| Rydaholm 185:1                  | Röse                             |              | Rydaholm, Småland   |       | 57.058870, 14.306436 | 10065101850001 | Ladda upp en bild av detta fornminne |
| Rydaholm 185:2                  | Runristning                      |              | Rydaholm, Småland   |       | 57.058869, 14.306437 | 10065101850002 | Ladda upp en bild av detta fornminne |
| Björkelund (Rydaholm 186:1)     | Gravfält                         |              | Rydaholm, Småland   |       | 57.054382, 14.304245 | 10065101860001 | Ladda upp en bild av detta fornminne |
| Rydaholm 197:1                  | Stensättning                     |              | Rydaholm, Småland   |       | 57.051540, 14.303504 | 10065101970001 | Ladda upp en bild av detta fornminne |
| Rydaholm 224:1                  | Röse                             |              | Rydaholm, Småland   |       | 56.999852, 14.245981 | 10065102240001 | Ladda upp en bild av detta fornminne |
| Rydaholm 235:1                  | Ristning, medeltid/historisk tid |              | Rydaholm, Småland   |       | 57.041728, 14.262023 | 10065102350001 | Ladda upp en bild av detta fornminne |
| Rydaholm 245:1                  | Stenkammargrav                   |              | Rydaholm, Småland   |       | 56.964967, 14.266046 | 10065102450001 | Ladda upp en bild av detta fornminne |
| Rydaholm 262:1                  | Hällristning                     |              | Rydaholm, Småland   |       | 56.960292, 14.319989 | 10065102620001 | Ladda upp en bild av detta fornminne |
| Rydaholm 363:1                  | Röse                             |              | Rydaholm, Småland   |       | 56.998198, 14.316395 | 10065103630001 | Ladda upp en bild av detta fornminne |
| Rydaholm 364:1                  | Stensättning                     |              | Rydaholm, Småland   |       | 56.983121, 14.300042 | 10065103640001 | Ladda upp en bild av detta fornminne |
| Rydaholm 365:1                  | Stensättning                     |              | Rydaholm, Småland   |       | 56.983367, 14.298981 | 10065103650001 | Ladda upp en bild av detta fornminne |
| Rydaholm 469:1                  | Hällristning                     |              | Rydaholm, Småland   |       | 56.960541, 14.363590 | 10065104690001 | Ladda upp en bild av detta fornminne |
| Rydaholm 494:1                  | Stensättning                     |              | Rydaholm, Småland   |       | 56.968188, 14.366550 | 10065104940001 | Ladda upp en bild av detta fornminne |
| Rydaholm 550                    | Husgrund, historisk tid          |              | Rydaholm, Småland   |       | 57.043242, 14.265278 | 12000000002661 | Ladda upp en bild av detta fornminne |
| Rydaholm 551                    | Gravfält                         |              | Rydaholm, Småland   |       | 57.043396, 14.266131 | 12000000002662 | Ladda upp en bild av detta fornminne |

## Torskinge
| Namn                         | Lämningstyp                 | Tillkomsttid | Historisk indelning | Plats | Läge                 | ID-nr          | Bild                                 |
| ---------------------------- | --------------------------- | ------------ | ------------------- | ----- | -------------------- | -------------- | ------------------------------------ |
| Torskinge 3:1                | Gravfält                    |              | Torskinge, Småland  |       | 57.077099, 13.749261 | 10067000030001 | Ladda upp en bild av detta fornminne |
| Torskinge 4:1                | Gravfält                    |              | Torskinge, Småland  |       | 57.107381, 13.745353 | 10067000040001 | Ladda upp en bild av detta fornminne |
| Torskinge 5:1                | Stensättning                |              | Torskinge, Småland  |       | 57.070677, 13.778975 | 10067000050001 | Ladda upp en bild av detta fornminne |
| Torskinge 6:1                | Röse                        |              | Torskinge, Småland  |       | 57.070745, 13.777633 | 10067000060001 | Ladda upp en bild av detta fornminne |
| Ryssbacken (Torskinge 7:1)   | Stenkammargrav              |              | Torskinge, Småland  |       | 57.083888, 13.765517 | 10067000070001 | Ladda upp en bild av detta fornminne |
| Ryssbacken (Torskinge 7:2)   | Stensättning                |              | Torskinge, Småland  |       | 57.083743, 13.765409 | 10067000070002 | Ladda upp en bild av detta fornminne |
| Torskinge 11:1               | Hög                         |              | Torskinge, Småland  |       | 57.093563, 13.748822 | 10067000110001 | Ladda upp en bild av detta fornminne |
| Kohls hög (Torskinge 13:1)   | Gravfält                    |              | Torskinge, Småland  |       | 57.102107, 13.737694 | 10067000130001 | Ladda upp en bild av detta fornminne |
| Torskinge 14:1               | Stensättning                |              | Torskinge, Småland  |       | 57.103360, 13.739152 | 10067000140001 | Ladda upp en bild av detta fornminne |
| Torskinge 14:2               | Hög                         |              | Torskinge, Småland  |       | 57.103286, 13.738949 | 10067000140002 | Ladda upp en bild av detta fornminne |
| Torskinge 14:3               | Hög                         |              | Torskinge, Småland  |       | 57.103301, 13.738749 | 10067000140003 | Ladda upp en bild av detta fornminne |
| Torskinge 15:1               | Stensättning                |              | Torskinge, Småland  |       | 57.103501, 13.740173 | 10067000150001 | Ladda upp en bild av detta fornminne |
| Torskinge 16:1               | Gravfält                    |              | Torskinge, Småland  |       | 57.104780, 13.740655 | 10067000160001 | Ladda upp en bild av detta fornminne |
| Torskinge 17:1               | Hög                         |              | Torskinge, Småland  |       | 57.103104, 13.735260 | 10067000170001 | Ladda upp en bild av detta fornminne |
| Torskinge 19:1               | Hög                         |              | Torskinge, Småland  |       | 57.112754, 13.802941 | 10067000190001 | Ladda upp en bild av detta fornminne |
| Torskinge 19:2               | Hög                         |              | Torskinge, Småland  |       | 57.112874, 13.802724 | 10067000190002 | Ladda upp en bild av detta fornminne |
| Torskinge 20:1               | Gravfält                    |              | Torskinge, Småland  |       | 57.114152, 13.796091 | 10067000200001 | Ladda upp en bild av detta fornminne |
| Grunnerör (Torskinge 21:1)   | Röse                        |              | Torskinge, Småland  |       | 57.115229, 13.815282 | 10067000210001 | Ladda upp en bild av detta fornminne |
| Kungsbacken (Torskinge 23:1) | Gravfält                    |              | Torskinge, Småland  |       | 57.109226, 13.814458 | 10067000230001 | Ladda upp en bild av detta fornminne |
| Vitarör (Torskinge 24:1)     | Röse                        |              | Torskinge, Småland  |       | 57.102976, 13.788232 | 10067000240001 | Ladda upp en bild av detta fornminne |
| Torskinge 28:1               | Gravfält                    |              | Torskinge, Småland  |       | 57.075192, 13.808883 | 10067000280001 | Ladda upp en bild av detta fornminne |
| Torskinge 32:1               | Stensättning                |              | Torskinge, Småland  |       | 57.104239, 13.744052 | 10067000320001 | Ladda upp en bild av detta fornminne |
| Torskinge 37:1               | Grav markerad av sten/block |              | Torskinge, Småland  |       | 57.107757, 13.744511 | 10067000370001 | Ladda upp en bild av detta fornminne |
| Torskinge 37:2               | Grav markerad av sten/block |              | Torskinge, Småland  |       | 57.107759, 13.744607 | 10067000370002 | Ladda upp en bild av detta fornminne |
| Torskinge 37:3               | Grav markerad av sten/block |              | Torskinge, Småland  |       | 57.107813, 13.744577 | 10067000370003 | Ladda upp en bild av detta fornminne |
| Torskinge 38:1               | Gravfält                    |              | Torskinge, Småland  |       | 57.107537, 13.744149 | 10067000380001 | Ladda upp en bild av detta fornminne |
| Torskinge 42:1               | Stensättning                |              | Torskinge, Småland  |       | 57.099551, 13.737833 | 10067000420001 | Ladda upp en bild av detta fornminne |
| Torskinge 42:2               | Stensättning                |              | Torskinge, Småland  |       | 57.099650, 13.737812 | 10067000420002 | Ladda upp en bild av detta fornminne |
| Torskinge 65:1               | Stensättning                |              | Torskinge, Småland  |       | 57.111351, 13.762495 | 10067000650001 | Ladda upp en bild av detta fornminne |
| Torskinge 100:1              | Stensättning                |              | Torskinge, Småland  |       | 57.112684, 13.759305 | 10067001000001 | Ladda upp en bild av detta fornminne |
| Torskinge 107:1              | Stensättning                |              | Torskinge, Småland  |       | 57.048974, 13.793877 | 10067001070001 | Ladda upp en bild av detta fornminne |
| Torskinge 151:1              | Gravfält                    |              | Torskinge, Småland  |       | 57.109771, 13.812278 | 10067001510001 | Ladda upp en bild av detta fornminne |
| Torskinge 152:1              | Hög                         |              | Torskinge, Småland  |       | 57.109825, 13.812802 | 10067001520001 | Ladda upp en bild av detta fornminne |
| Torskinge 158:1              | Röse                        |              | Torskinge, Småland  |       | 57.089766, 13.839749 | 10067001580001 | Ladda upp en bild av detta fornminne |
| Torskinge 158:2              | Stensättning                |              | Torskinge, Småland  |       | 57.089681, 13.839557 | 10067001580002 | Ladda upp en bild av detta fornminne |
| Bockahagen (Torskinge 170:1) | Gravfält                    |              | Torskinge, Småland  |       | 57.038647, 13.781353 | 10067001700001 | Ladda upp en bild av detta fornminne |
| Torskinge 205                | Stensättning                |              | Torskinge, Småland  |       | 57.099614, 13.873513 | 12000000081778 | Ladda upp en bild av detta fornminne |

## Tånnö
| Namn        | Lämningstyp  | Tillkomsttid | Historisk indelning | Plats | Läge                 | ID-nr          | Bild                                      |
| ----------- | ------------ | ------------ | ------------------- | ----- | -------------------- | -------------- | ----------------------------------------- |
| Tånnö 9:1   | Stensättning |              | Tånnö, Småland      |       | 57.093628, 14.092121 | 10067200090001 | Ladda upp en bild av detta fornminne      |
| Tånnö 9:2   | Stensättning |              | Tånnö, Småland      |       | 57.093409, 14.092225 | 10067200090002 | Ladda upp en bild av detta fornminne      |
| Tånnö 9:3   | Stensättning |              | Tånnö, Småland      |       | 57.093100, 14.091897 | 10067200090003 | Ladda upp en bild av detta fornminne      |
| Tånnö 15:1  | Stensättning |              | Tånnö, Småland      |       | 57.103458, 14.088443 | 10067200150001 | Ladda upp en bild av detta fornminne      |
| Tånnö 22:1  | Runristning  |              | Tånnö, Småland      |       | 57.096560, 14.046012 | 10067200220001 | Ladda upp en bild av detta fornminne      |
| Tånnö 23:1  | Gravfält     |              | Tånnö, Småland      |       | 57.097298, 14.045061 | 10067200230001 | Ladda upp en till bild av detta fornminne |
| Tånnö 24:1  | Gravfält     |              | Tånnö, Småland      |       | 57.099188, 14.046944 | 10067200240001 | Ladda upp en bild av detta fornminne      |
| Tånnö 123:1 | Stenkrets    |              | Tånnö, Småland      |       | 57.058235, 14.029413 | 10067201230001 | Ladda upp en bild av detta fornminne      |

## Voxtorp
| Namn                      | Lämningstyp                 | Tillkomsttid | Historisk indelning | Plats | Läge                 | ID-nr          | Bild                                 |
| ------------------------- | --------------------------- | ------------ | ------------------- | ----- | -------------------- | -------------- | ------------------------------------ |
| Voxtorp 11:1              | Hög                         |              | Voxtorp, Småland    |       | 57.061293, 14.177947 | 10068100110001 | Ladda upp en bild av detta fornminne |
| Voxtorp 12:1              | Stenkammargrav              |              | Voxtorp, Småland    |       | 57.060392, 14.177140 | 10068100120001 | Ladda upp en bild av detta fornminne |
| Voxtorp 13:1              | Hög                         |              | Voxtorp, Småland    |       | 57.062534, 14.176706 | 10068100130001 | Ladda upp en bild av detta fornminne |
| Voxtorp 16:1              | Grav markerad av sten/block |              | Voxtorp, Småland    |       | 57.067670, 14.170226 | 10068100160001 | Ladda upp en bild av detta fornminne |
| Voxtorp 16:2              | Grav markerad av sten/block |              | Voxtorp, Småland    |       | 57.067681, 14.170325 | 10068100160002 | Ladda upp en bild av detta fornminne |
| Voxtorp 18:1              | Runristning                 |              | Voxtorp, Småland    |       | 57.075824, 14.173117 | 10068100180001 | Ladda upp en bild av detta fornminne |
| Voxtorp 22:1              | Röse                        |              | Voxtorp, Småland    |       | 57.076384, 14.177530 | 10068100220001 | Ladda upp en bild av detta fornminne |
| Voxtorp 24:1              | Hög                         |              | Voxtorp, Småland    |       | 57.074775, 14.176544 | 10068100240001 | Ladda upp en bild av detta fornminne |
| Voxtorp 24:2              | Hällristning                |              | Voxtorp, Småland    |       | 57.074775, 14.176544 | 10068100240002 | Ladda upp en bild av detta fornminne |
| Voxtorp 28:1              | Hög                         |              | Voxtorp, Småland    |       | 57.081262, 14.179490 | 10068100280001 | Ladda upp en bild av detta fornminne |
| Voxtorp 29:1              | Stensättning                |              | Voxtorp, Småland    |       | 57.078093, 14.174603 | 10068100290001 | Ladda upp en bild av detta fornminne |
| Voxtorp 29:2              | Stensättning                |              | Voxtorp, Småland    |       | 57.078032, 14.174794 | 10068100290002 | Ladda upp en bild av detta fornminne |
| Voxtorp 29:3              | Stensättning                |              | Voxtorp, Småland    |       | 57.077930, 14.174672 | 10068100290003 | Ladda upp en bild av detta fornminne |
| Voxtorp 30:1              | Röse                        |              | Voxtorp, Småland    |       | 57.078023, 14.175952 | 10068100300001 | Ladda upp en bild av detta fornminne |
| Voxtorp 32:1              | Hög                         |              | Voxtorp, Småland    |       | 57.077062, 14.169011 | 10068100320001 | Ladda upp en bild av detta fornminne |
| Voxtorp 33:1              | Röse                        |              | Voxtorp, Småland    |       | 57.078815, 14.167223 | 10068100330001 | Ladda upp en bild av detta fornminne |
| Voxtorp 34:1              | Stensättning                |              | Voxtorp, Småland    |       | 57.080233, 14.167231 | 10068100340001 | Ladda upp en bild av detta fornminne |
| Trollaborg (Voxtorp 38:1) | Borg                        |              | Voxtorp, Småland    |       | 57.087877, 14.167511 | 10068100380001 | Ladda upp en bild av detta fornminne |
| Voxtorp 42:1              | Grav markerad av sten/block |              | Voxtorp, Småland    |       | 57.109590, 14.160749 | 10068100420001 | Ladda upp en bild av detta fornminne |
| Voxtorp 44:1              | Gravfält                    |              | Voxtorp, Småland    |       | 57.150221, 14.136558 | 10068100440001 | Ladda upp en bild av detta fornminne |
| Voxtorp 45:1              | Röse                        |              | Voxtorp, Småland    |       | 57.135379, 14.137841 | 10068100450001 | Ladda upp en bild av detta fornminne |
| Voxtorp 47:1              | Röse                        |              | Voxtorp, Småland    |       | 57.138153, 14.138445 | 10068100470001 | Ladda upp en bild av detta fornminne |
| Voxtorp 48:1              | Gravfält                    |              | Voxtorp, Småland    |       | 57.150131, 14.139187 | 10068100480001 | Ladda upp en bild av detta fornminne |
| Voxtorp 49:1              | Gravfält                    |              | Voxtorp, Småland    |       | 57.152930, 14.136156 | 10068100490001 | Ladda upp en bild av detta fornminne |
| Voxtorp 50:1              | Gravfält                    |              | Voxtorp, Småland    |       | 57.150707, 14.113931 | 10068100500001 | Ladda upp en bild av detta fornminne |
| Voxtorp 70:1              | Stensättning                |              | Voxtorp, Småland    |       | 57.160508, 14.100650 | 10068100700001 | Ladda upp en bild av detta fornminne |
| Bockahall (Voxtorp 91:1)  | Hällristning                |              | Voxtorp, Småland    |       | 57.160671, 14.125241 | 10068100910001 | Ladda upp en bild av detta fornminne |
| Voxtorp 147:1             | Stensättning                |              | Voxtorp, Småland    |       | 57.078636, 14.171994 | 10068101470001 | Ladda upp en bild av detta fornminne |
| Voxtorp 151:1             | Hällristning                |              | Voxtorp, Småland    |       | 57.061609, 14.176747 | 10068101510001 | Ladda upp en bild av detta fornminne |
| Eds kvarn (Voxtorp 157:1) | Kvarn                       |              | Voxtorp, Småland    |       | 57.056068, 14.200966 | 10068101570001 | Ladda upp en bild av detta fornminne |

## Värnamo
| Namn                         | Lämningstyp                 | Tillkomsttid | Historisk indelning | Plats | Läge                 | ID-nr          | Bild                                      |
| ---------------------------- | --------------------------- | ------------ | ------------------- | ----- | -------------------- | -------------- | ----------------------------------------- |
| Värnamo 6:1                  | Stensättning                |              | Värnamo, Småland    |       | 57.173875, 14.036839 | 10068400060001 | Ladda upp en bild av detta fornminne      |
| Värnamo 8:1                  | Stensättning                |              | Värnamo, Småland    |       | 57.195122, 14.027838 | 10068400080001 | Ladda upp en bild av detta fornminne      |
| Värnamo 11:1                 | Hög                         |              | Värnamo, Småland    |       | 57.194607, 14.021538 | 10068400110001 | Ladda upp en bild av detta fornminne      |
| Värnamo 12:1                 | Gravfält                    |              | Värnamo, Småland    |       | 57.194605, 14.018724 | 10068400120001 | Ladda upp en bild av detta fornminne      |
| Värnamo 13:1                 | Stensättning                |              | Värnamo, Småland    |       | 57.176006, 14.036585 | 10068400130001 | Ladda upp en bild av detta fornminne      |
| Värnamo 15:1                 | Stensättning                |              | Värnamo, Småland    |       | 57.192016, 14.026805 | 10068400150001 | Ladda upp en bild av detta fornminne      |
| Värnamo 16:1                 | Gravfält                    |              | Värnamo, Småland    |       | 57.195347, 14.017504 | 10068400160001 | Ladda upp en bild av detta fornminne      |
| Värnamo 18:1                 | Gravfält                    |              | Värnamo, Småland    |       | 57.193819, 14.018200 | 10068400180001 | Ladda upp en bild av detta fornminne      |
| Värnamo 19:1                 | Gravfält                    |              | Värnamo, Småland    |       | 57.194853, 14.004802 | 10068400190001 | Ladda upp en bild av detta fornminne      |
| Offerröset (Värnamo 21:1)    | Röse                        |              | Värnamo, Småland    |       | 57.188664, 14.003967 | 10068400210001 | Ladda upp en bild av detta fornminne      |
| Värnamo 22:1                 | Stensättning                |              | Värnamo, Småland    |       | 57.188552, 14.005238 | 10068400220001 | Ladda upp en bild av detta fornminne      |
| Värnamo 23:1                 | Stensättning                |              | Värnamo, Småland    |       | 57.188116, 14.006099 | 10068400230001 | Ladda upp en bild av detta fornminne      |
| Värnamo 23:2                 | Stensättning                |              | Värnamo, Småland    |       | 57.188120, 14.006383 | 10068400230002 | Ladda upp en bild av detta fornminne      |
| Värnamo 25:1                 | Hällristning                |              | Värnamo, Småland    |       | 57.189014, 13.997620 | 10068400250001 | Ladda upp en bild av detta fornminne      |
| Värnamo 26:1                 | Gravfält                    |              | Värnamo, Småland    |       | 57.188785, 13.998432 | 10068400260001 | Ladda upp en bild av detta fornminne      |
| Värnamo 29:1                 | Stensättning                |              | Värnamo, Småland    |       | 57.187172, 13.998113 | 10068400290001 | Ladda upp en bild av detta fornminne      |
| Värnamo 30:1                 | Stensättning                |              | Värnamo, Småland    |       | 57.198180, 14.005085 | 10068400300001 | Ladda upp en bild av detta fornminne      |
| Värnamo 31:1                 | Hög                         |              | Värnamo, Småland    |       | 57.182687, 13.995632 | 10068400310001 | Ladda upp en bild av detta fornminne      |
| Kråkeröret (Värnamo 32:1)    | Stensättning                |              | Värnamo, Småland    |       | 57.180871, 13.987439 | 10068400320001 | Ladda upp en bild av detta fornminne      |
| Värnamo 34:2                 | Hög                         |              | Värnamo, Småland    |       | 57.175289, 14.011741 | 10068400340002 | Ladda upp en bild av detta fornminne      |
| Värnamo 36:1                 | Gravfält                    |              | Värnamo, Småland    |       | 57.199090, 14.022382 | 10068400360001 | Ladda upp en bild av detta fornminne      |
| Värnamo 37:1                 | Hög                         |              | Värnamo, Småland    |       | 57.197487, 14.022131 | 10068400370001 | Ladda upp en bild av detta fornminne      |
| Värnamo 37:2                 | Hög                         |              | Värnamo, Småland    |       | 57.197344, 14.022379 | 10068400370002 | Ladda upp en bild av detta fornminne      |
| Värnamo 37:3                 | Stensättning                |              | Värnamo, Småland    |       | 57.197508, 14.022491 | 10068400370003 | Ladda upp en bild av detta fornminne      |
| Värnamo 39:1                 | Hög                         |              | Värnamo, Småland    |       | 57.196677, 14.027236 | 10068400390001 | Ladda upp en bild av detta fornminne      |
| Värnamo 39:2                 | Hög                         |              | Värnamo, Småland    |       | 57.196534, 14.028221 | 10068400390002 | Ladda upp en bild av detta fornminne      |
| Sm 64 (Värnamo 41:1)         | Runristning                 |              | Värnamo, Småland    |       | 57.210023, 14.039518 | 10068400410001 | Ladda upp en till bild av detta fornminne |
| Värnamo 43:1                 | Gravfält                    |              | Värnamo, Småland    |       | 57.211516, 14.033524 | 10068400430001 | Ladda upp en bild av detta fornminne      |
| Värnamo 44:1                 | Stensättning                |              | Värnamo, Småland    |       | 57.214319, 14.028040 | 10068400440001 | Ladda upp en bild av detta fornminne      |
| Värnamo 44:2                 | Stensättning                |              | Värnamo, Småland    |       | 57.214355, 14.028387 | 10068400440002 | Ladda upp en bild av detta fornminne      |
| Värnamo 44:3                 | Stensättning                |              | Värnamo, Småland    |       | 57.214205, 14.027837 | 10068400440003 | Ladda upp en bild av detta fornminne      |
| Värnamo 45:1                 | Stensättning                |              | Värnamo, Småland    |       | 57.216088, 14.026622 | 10068400450001 | Ladda upp en bild av detta fornminne      |
| Värnamo 45:2                 | Stensättning                |              | Värnamo, Småland    |       | 57.216076, 14.026241 | 10068400450002 | Ladda upp en bild av detta fornminne      |
| Värnamo 47:1                 | Hög                         |              | Värnamo, Småland    |       | 57.158683, 14.064094 | 10068400470001 | Ladda upp en bild av detta fornminne      |
| Värnamo 48:1                 | Hög                         |              | Värnamo, Småland    |       | 57.152235, 14.067910 | 10068400480001 | Ladda upp en bild av detta fornminne      |
| Värnamo 51:1                 | Gravfält                    |              | Värnamo, Småland    |       | 57.171460, 14.036945 | 10068400510001 | Ladda upp en till bild av detta fornminne |
| Värnamo 52:1                 | Stensättning                |              | Värnamo, Småland    |       | 57.169781, 14.034196 | 10068400520001 | Ladda upp en bild av detta fornminne      |
| Värnamo 53:1                 | Gravfält                    |              | Värnamo, Småland    |       | 57.169604, 14.036468 | 10068400530001 | Ladda upp en bild av detta fornminne      |
| Värnamo 60:1                 | Gravfält                    |              | Värnamo, Småland    |       | 57.167962, 13.995077 | 10068400600001 | Ladda upp en bild av detta fornminne      |
| Värnamo 63:1                 | Röse                        |              | Värnamo, Småland    |       | 57.174676, 14.008372 | 10068400630001 | Ladda upp en bild av detta fornminne      |
| Värnamo 68:1                 | Hög                         |              | Värnamo, Småland    |       | 57.169088, 13.995541 | 10068400680001 | Ladda upp en bild av detta fornminne      |
| Värnamo 68:2                 | Hög                         |              | Värnamo, Småland    |       | 57.169208, 13.995593 | 10068400680002 | Ladda upp en bild av detta fornminne      |
| Värnamo 68:3                 | Stensättning                |              | Värnamo, Småland    |       | 57.169300, 13.995457 | 10068400680003 | Ladda upp en bild av detta fornminne      |
| Värnamo 68:4                 | Stensättning                |              | Värnamo, Småland    |       | 57.169303, 13.995632 | 10068400680004 | Ladda upp en bild av detta fornminne      |
| Värnamo 69:1                 | Stensättning                |              | Värnamo, Småland    |       | 57.160065, 13.999801 | 10068400690001 | Ladda upp en bild av detta fornminne      |
| Värnamo 70:1                 | Gravfält                    |              | Värnamo, Småland    |       | 57.169798, 13.995721 | 10068400700001 | Ladda upp en bild av detta fornminne      |
| Tjute stenar (Värnamo 71:1)  | Grav markerad av sten/block |              | Värnamo, Småland    |       | 57.129859, 14.013986 | 10068400710001 | Ladda upp en bild av detta fornminne      |
| Tjute stenar (Värnamo 71:2)  | Grav markerad av sten/block |              | Värnamo, Småland    |       | 57.129859, 14.013986 | 10068400710002 | Ladda upp en bild av detta fornminne      |
| Värnamo 74:1                 | Stensättning                |              | Värnamo, Småland    |       | 57.144730, 13.989271 | 10068400740001 | Ladda upp en bild av detta fornminne      |
| Värnamo 75:1                 | Stensättning                |              | Värnamo, Småland    |       | 57.142932, 13.988088 | 10068400750001 | Ladda upp en bild av detta fornminne      |
| Värnamo 77:1                 | Stensättning                |              | Värnamo, Småland    |       | 57.128782, 14.002494 | 10068400770001 | Ladda upp en bild av detta fornminne      |
| Värnamo 78:1                 | Gravfält                    |              | Värnamo, Småland    |       | 57.115416, 13.995988 | 10068400780001 | Ladda upp en bild av detta fornminne      |
| Värnamo 84:1                 | Gravfält                    |              | Värnamo, Småland    |       | 57.172702, 13.971945 | 10068400840001 | Ladda upp en bild av detta fornminne      |
| Värnamo 86:1                 | Stensättning                |              | Värnamo, Småland    |       | 57.183493, 13.984368 | 10068400860001 | Ladda upp en bild av detta fornminne      |
| Värnamo 93:1                 | Stensättning                |              | Värnamo, Småland    |       | 57.197455, 14.027285 | 10068400930001 | Ladda upp en bild av detta fornminne      |
| Värnamo 94:1                 | Stensättning                |              | Värnamo, Småland    |       | 57.201218, 13.974399 | 10068400940001 | Ladda upp en bild av detta fornminne      |
| Drakarör (Värnamo 98:1)      | Stensättning                |              | Värnamo, Småland    |       | 57.203455, 14.163695 | 10068400980001 | Ladda upp en bild av detta fornminne      |
| Värnamo 99:1                 | Borg                        |              | Värnamo, Småland    |       | 57.196397, 14.139128 | 10068400990001 | Ladda upp en bild av detta fornminne      |
| Värnamo 104:1                | Hög                         |              | Värnamo, Småland    |       | 57.186123, 14.130421 | 10068401040001 | Ladda upp en bild av detta fornminne      |
| Värnamo 104:2                | Stensättning                |              | Värnamo, Småland    |       | 57.186221, 14.130376 | 10068401040002 | Ladda upp en bild av detta fornminne      |
| Värnamo 105:1                | Stenkrets                   |              | Värnamo, Småland    |       | 57.189098, 14.130044 | 10068401050001 | Ladda upp en bild av detta fornminne      |
| Värnamo 105:2                | Stenkrets                   |              | Värnamo, Småland    |       | 57.188916, 14.130036 | 10068401050002 | Ladda upp en bild av detta fornminne      |
| Värnamo 109:1                | Gravfält                    |              | Värnamo, Småland    |       | 57.190494, 14.129292 | 10068401090001 | Ladda upp en bild av detta fornminne      |
| Värnamo 112:1                | Gravfält                    |              | Värnamo, Småland    |       | 57.195515, 14.128844 | 10068401120001 | Ladda upp en bild av detta fornminne      |
| Värnamo 115:1                | Stensättning                |              | Värnamo, Småland    |       | 57.202870, 14.097448 | 10068401150001 | Ladda upp en bild av detta fornminne      |
| Värnamo 116:1                | Stensättning                |              | Värnamo, Småland    |       | 57.205188, 14.111576 | 10068401160001 | Ladda upp en bild av detta fornminne      |
| Gravkullen (Värnamo 118:1)   | Gravfält                    |              | Värnamo, Småland    |       | 57.217827, 14.109794 | 10068401180001 | Ladda upp en bild av detta fornminne      |
| Värnamo 120:1                | Stenkammargrav              |              | Värnamo, Småland    |       | 57.219567, 14.119813 | 10068401200001 | Ladda upp en bild av detta fornminne      |
| Värnamo 120:2                | Stensättning                |              | Värnamo, Småland    |       | 57.219476, 14.119901 | 10068401200002 | Ladda upp en bild av detta fornminne      |
| Värnamo 122:1                | Hög                         |              | Värnamo, Småland    |       | 57.216740, 14.105690 | 10068401220001 | Ladda upp en bild av detta fornminne      |
| Värnamo 123:1                | Stenkrets                   |              | Värnamo, Småland    |       | 57.216259, 14.105557 | 10068401230001 | Ladda upp en bild av detta fornminne      |
| Kummelbacken (Värnamo 126:1) | Gravfält                    |              | Värnamo, Småland    |       | 57.215605, 14.105190 | 10068401260001 | Ladda upp en bild av detta fornminne      |
| Värnamo 127:1                | Gravfält                    |              | Värnamo, Småland    |       | 57.218148, 14.104063 | 10068401270001 | Ladda upp en bild av detta fornminne      |
| Värnamo 128:1                | Gravfält                    |              | Värnamo, Småland    |       | 57.219182, 14.103344 | 10068401280001 | Ladda upp en bild av detta fornminne      |
| Värnamo 129:1                | Gravfält                    |              | Värnamo, Småland    |       | 57.216594, 14.103472 | 10068401290001 | Ladda upp en bild av detta fornminne      |
| Borra Rör (Värnamo 132:1)    | Gravfält                    |              | Värnamo, Småland    |       | 57.220013, 14.104276 | 10068401320001 | Ladda upp en bild av detta fornminne      |
| Värnamo 133:1                | Gravfält                    |              | Värnamo, Småland    |       | 57.211751, 14.102527 | 10068401330001 | Ladda upp en bild av detta fornminne      |
| Värnamo 136:1                | Stensättning                |              | Värnamo, Småland    |       | 57.219242, 14.087654 | 10068401360001 | Ladda upp en bild av detta fornminne      |
| Värnamo 137:1                | Stensättning                |              | Värnamo, Småland    |       | 57.219846, 14.088237 | 10068401370001 | Ladda upp en bild av detta fornminne      |
| Värnamo 137:2                | Stensättning                |              | Värnamo, Småland    |       | 57.220080, 14.088226 | 10068401370002 | Ladda upp en bild av detta fornminne      |
| Värnamo 138:1                | Hög                         |              | Värnamo, Småland    |       | 57.220525, 14.088499 | 10068401380001 | Ladda upp en bild av detta fornminne      |
| Värnamo 139:1                | Stensättning                |              | Värnamo, Småland    |       | 57.217463, 14.088009 | 10068401390001 | Ladda upp en bild av detta fornminne      |
| Värnamo 142:1                | Hög                         |              | Värnamo, Småland    |       | 57.197228, 14.077955 | 10068401420001 | Ladda upp en bild av detta fornminne      |
| Värnamo 142:2                | Hög                         |              | Värnamo, Småland    |       | 57.197487, 14.077505 | 10068401420002 | Ladda upp en bild av detta fornminne      |
| Värnamo 142:3                | Stensättning                |              | Värnamo, Småland    |       | 57.197352, 14.077469 | 10068401420003 | Ladda upp en bild av detta fornminne      |
| Värnamo 143:1                | Stensättning                |              | Värnamo, Småland    |       | 57.194624, 14.075213 | 10068401430001 | Ladda upp en bild av detta fornminne      |
| Värnamo 144:1                | Stensättning                |              | Värnamo, Småland    |       | 57.194429, 14.076675 | 10068401440001 | Ladda upp en bild av detta fornminne      |
| Värnamo 144:2                | Stensättning                |              | Värnamo, Småland    |       | 57.194461, 14.076308 | 10068401440002 | Ladda upp en bild av detta fornminne      |
| Drabanterör (Värnamo 147:1)  | Stensättning                |              | Värnamo, Småland    |       | 57.192175, 14.077457 | 10068401470001 | Ladda upp en bild av detta fornminne      |
| Värnamo 148:1                | Gravfält                    |              | Värnamo, Småland    |       | 57.243765, 13.978482 | 10068401480001 | Ladda upp en bild av detta fornminne      |
| Värnamo 149:1                | Stensättning                |              | Värnamo, Småland    |       | 57.256278, 14.035915 | 10068401490001 | Ladda upp en bild av detta fornminne      |
| Värnamo 156:1                | Stensättning                |              | Värnamo, Småland    |       | 57.224577, 14.088266 | 10068401560001 | Ladda upp en bild av detta fornminne      |
| Värnamo 158:1                | Stensättning                |              | Värnamo, Småland    |       | 57.190701, 14.076230 | 10068401580001 | Ladda upp en bild av detta fornminne      |
| Värnamo 159:1                | Stensättning                |              | Värnamo, Småland    |       | 57.225454, 14.089270 | 10068401590001 | Ladda upp en bild av detta fornminne      |
| Värnamo 159:2                | Stensättning                |              | Värnamo, Småland    |       | 57.225577, 14.089552 | 10068401590002 | Ladda upp en bild av detta fornminne      |
| Värnamo 160:1                | Stensättning                |              | Värnamo, Småland    |       | 57.226152, 14.089018 | 10068401600001 | Ladda upp en bild av detta fornminne      |
| Värnamo 172:1                | Stensättning                |              | Värnamo, Småland    |       | 57.245348, 13.981566 | 10068401720001 | Ladda upp en bild av detta fornminne      |
| Dalskog (Värnamo 200:1)      | Lägenhetsbebyggelse         |              | Värnamo, Småland    |       | 57.145774, 14.073068 | 10068402000001 | Ladda upp en bild av detta fornminne      |
| Värnamo 201:1                | Stensättning                |              | Värnamo, Småland    |       | 57.128454, 14.063411 | 10068402010001 | Ladda upp en bild av detta fornminne      |
| Värnamo 202:1                | Hällristning                |              | Värnamo, Småland    |       | 57.129493, 14.077442 | 10068402020001 | Ladda upp en bild av detta fornminne      |
| Värnamo 205:1                | Gravfält                    |              | Värnamo, Småland    |       | 57.137470, 14.070643 | 10068402050001 | Ladda upp en bild av detta fornminne      |
| Korshall (Värnamo 212:1)     | Minnesmärke                 |              | Värnamo, Småland    |       | 57.219501, 14.067288 | 10068402120001 | Ladda upp en bild av detta fornminne      |
| Värnamo 213:1                | Grav markerad av sten/block |              | Värnamo, Småland    |       | 57.221543, 14.034690 | 10068402130001 | Ladda upp en bild av detta fornminne      |
| Värnamo 214:1                | Gravfält                    |              | Värnamo, Småland    |       | 57.224802, 14.029044 | 10068402140001 | Ladda upp en bild av detta fornminne      |
| Värnamo 215:1                | Stenkrets                   |              | Värnamo, Småland    |       | 57.233970, 14.032420 | 10068402150001 | Ladda upp en bild av detta fornminne      |
| Värnamo 215:2                | Stenkrets                   |              | Värnamo, Småland    |       | 57.234042, 14.032260 | 10068402150002 | Ladda upp en bild av detta fornminne      |
| Värnamo 217:1                | Grav markerad av sten/block |              | Värnamo, Småland    |       | 57.220808, 14.041824 | 10068402170001 | Ladda upp en bild av detta fornminne      |
| Värnamo 217:2                | Grav markerad av sten/block |              | Värnamo, Småland    |       | 57.220716, 14.041807 | 10068402170002 | Ladda upp en bild av detta fornminne      |
| Värnamo 217:3                | Grav markerad av sten/block |              | Värnamo, Småland    |       | 57.220649, 14.041915 | 10068402170003 | Ladda upp en bild av detta fornminne      |
| Värnamo 218:1                | Stensättning                |              | Värnamo, Småland    |       | 57.227141, 13.945161 | 10068402180001 | Ladda upp en bild av detta fornminne      |
| Värnamo 219:1                | Röse                        |              | Värnamo, Småland    |       | 57.228560, 13.948329 | 10068402190001 | Ladda upp en bild av detta fornminne      |
| Värnamo 220:1                | Röse                        |              | Värnamo, Småland    |       | 57.230285, 13.950305 | 10068402200001 | Ladda upp en bild av detta fornminne      |
| Värnamo 220:2                | Röse                        |              | Värnamo, Småland    |       | 57.230279, 13.949504 | 10068402200002 | Ladda upp en bild av detta fornminne      |
| Värnamo 222:1                | Röse                        |              | Värnamo, Småland    |       | 57.230333, 13.952194 | 10068402220001 | Ladda upp en bild av detta fornminne      |
| Värnamo 223:1                | Stensättning                |              | Värnamo, Småland    |       | 57.233224, 13.954530 | 10068402230001 | Ladda upp en bild av detta fornminne      |
| Värnamo 224:1                | Röse                        |              | Värnamo, Småland    |       | 57.228457, 13.944983 | 10068402240001 | Ladda upp en bild av detta fornminne      |
| Värnamo 225:1                | Röse                        |              | Värnamo, Småland    |       | 57.229326, 13.944633 | 10068402250001 | Ladda upp en bild av detta fornminne      |
| Värnamo 226:1                | Hög                         |              | Värnamo, Småland    |       | 57.235825, 13.961085 | 10068402260001 | Ladda upp en bild av detta fornminne      |
| Värnamo 226:2                | Stensättning                |              | Värnamo, Småland    |       | 57.235920, 13.960953 | 10068402260002 | Ladda upp en bild av detta fornminne      |
| Värnamo 226:3                | Stensättning                |              | Värnamo, Småland    |       | 57.235919, 13.961191 | 10068402260003 | Ladda upp en bild av detta fornminne      |
| Värnamo 227:1                | Stensättning                |              | Värnamo, Småland    |       | 57.234714, 13.960461 | 10068402270001 | Ladda upp en bild av detta fornminne      |
| Värnamo 228:1                | Gravfält                    |              | Värnamo, Småland    |       | 57.236088, 13.959533 | 10068402280001 | Ladda upp en bild av detta fornminne      |
| Värnamo 230:1                | Gravfält                    |              | Värnamo, Småland    |       | 57.236436, 13.960688 | 10068402300001 | Ladda upp en bild av detta fornminne      |
| Värnamo 252:1                | Hög                         |              | Värnamo, Småland    |       | 57.219883, 14.111670 | 10068402520001 | Ladda upp en bild av detta fornminne      |
| Värnamo 253:1                | Röse                        |              | Värnamo, Småland    |       | 57.219971, 14.119981 | 10068402530001 | Ladda upp en bild av detta fornminne      |
| Värnamo 254:1                | Gravfält                    |              | Värnamo, Småland    |       | 57.221663, 14.123558 | 10068402540001 | Ladda upp en bild av detta fornminne      |
| Värnamo 256:1                | Röse                        |              | Värnamo, Småland    |       | 57.234394, 13.986437 | 10068402560001 | Ladda upp en bild av detta fornminne      |
| Värnamo 257:1                | Röse                        |              | Värnamo, Småland    |       | 57.237050, 13.988975 | 10068402570001 | Ladda upp en bild av detta fornminne      |
| Värnamo 260:1                | Stensättning                |              | Värnamo, Småland    |       | 57.230065, 13.996785 | 10068402600001 | Ladda upp en bild av detta fornminne      |
| Värnamo 261:1                | Stensättning                |              | Värnamo, Småland    |       | 57.229855, 13.994434 | 10068402610001 | Ladda upp en bild av detta fornminne      |
| Värnamo 262:1                | Stensättning                |              | Värnamo, Småland    |       | 57.230864, 13.992785 | 10068402620001 | Ladda upp en bild av detta fornminne      |
| Värnamo 263:1                | Stensättning                |              | Värnamo, Småland    |       | 57.230928, 13.990449 | 10068402630001 | Ladda upp en bild av detta fornminne      |
| Värnamo 264:1                | Stensättning                |              | Värnamo, Småland    |       | 57.229437, 13.991573 | 10068402640001 | Ladda upp en bild av detta fornminne      |
| Värnamo 265:1                | Stensättning                |              | Värnamo, Småland    |       | 57.229204, 13.991001 | 10068402650001 | Ladda upp en bild av detta fornminne      |
| Värnamo 266:1                | Hög                         |              | Värnamo, Småland    |       | 57.232660, 14.006236 | 10068402660001 | Ladda upp en bild av detta fornminne      |
| Värnamo 267:1                | Stensättning                |              | Värnamo, Småland    |       | 57.235477, 14.013344 | 10068402670001 | Ladda upp en bild av detta fornminne      |
| Rävakullarna (Värnamo 271:1) | Gravfält                    |              | Värnamo, Småland    |       | 57.227391, 14.010593 | 10068402710001 | Ladda upp en bild av detta fornminne      |
| Värnamo 272:1                | Stenkammargrav              |              | Värnamo, Småland    |       | 57.219355, 14.023016 | 10068402720001 | Ladda upp en bild av detta fornminne      |
| Värnamo 288:1                | Hällristning                |              | Värnamo, Småland    |       | 57.140310, 14.065444 | 10068402880001 | Ladda upp en bild av detta fornminne      |
| Värnamo 293:1                | Hällristning                |              | Värnamo, Småland    |       | 57.225400, 14.105550 | 10068402930001 | Ladda upp en bild av detta fornminne      |
| Värnamo 303:1                | Gravfält                    |              | Värnamo, Småland    |       | 57.313782, 14.078261 | 10068403030001 | Ladda upp en bild av detta fornminne      |
| Värnamo 307:1                | Hällristning                |              | Värnamo, Småland    |       | 57.121621, 14.008213 | 10068403070001 | Ladda upp en bild av detta fornminne      |
| Värnamo 351:1                | Hällristning                |              | Värnamo, Småland    |       | 57.159380, 14.036681 | 10068403510001 | Ladda upp en bild av detta fornminne      |
| Värnamo 353:1                | Stensättning                |              | Värnamo, Småland    |       | 57.200617, 14.018085 | 10068403530001 | Ladda upp en bild av detta fornminne      |
| Värnamo 354:1                | Röse                        |              | Värnamo, Småland    |       | 57.236957, 14.118305 | 10068403540001 | Ladda upp en bild av detta fornminne      |
| Värnamo 357:1                | Stensättning                |              | Värnamo, Småland    |       | 57.180241, 14.003379 | 10068403570001 | Ladda upp en bild av detta fornminne      |
| Värnamo 357:2                | Stensättning                |              | Värnamo, Småland    |       | 57.180250, 14.003009 | 10068403570002 | Ladda upp en bild av detta fornminne      |
| Värnamo 357:3                | Stensättning                |              | Värnamo, Småland    |       | 57.180401, 14.002962 | 10068403570003 | Ladda upp en bild av detta fornminne      |
| Värnamo 357:4                | Stensättning                |              | Värnamo, Småland    |       | 57.180373, 14.002688 | 10068403570004 | Ladda upp en bild av detta fornminne      |
| Värnamo 360:1                | Hällristning                |              | Värnamo, Småland    |       | 57.189688, 14.011671 | 10068403600001 | Ladda upp en bild av detta fornminne      |
| Värnamo 363:1                | Hällristning                |              | Värnamo, Småland    |       | 57.187616, 14.017358 | 10068403630001 | Ladda upp en bild av detta fornminne      |
| Värnamo 365:1                | Stensättning                |              | Värnamo, Småland    |       | 57.238679, 14.118151 | 10068403650001 | Ladda upp en bild av detta fornminne      |
| Värnamo 386                  | Stensättning                |              | Värnamo, Småland    |       | 57.191437, 14.005620 | 12000000001450 | Ladda upp en bild av detta fornminne      |
| Värnamo 390                  | Stensättning                |              | Värnamo, Småland    |       | 57.189252, 13.998827 | 12000000001454 | Ladda upp en bild av detta fornminne      |
| Värnamo 391                  | Stensättning                |              | Värnamo, Småland    |       | 57.189293, 13.998558 | 12000000001455 | Ladda upp en bild av detta fornminne      |
| Värnamo 394                  | Stensättning                |              | Värnamo, Småland    |       | 57.187890, 14.003273 | 12000000001460 | Ladda upp en bild av detta fornminne      |
| Värnamo 395                  | Stensättning                |              | Värnamo, Småland    |       | 57.187887, 14.003142 | 12000000001461 | Ladda upp en bild av detta fornminne      |
| Värnamo 397                  | Röse                        |              | Värnamo, Småland    |       | 57.190482, 14.005114 | 12000000001463 | Ladda upp en bild av detta fornminne      |
| Värnamo 400                  | Hällristning                |              | Värnamo, Småland    |       | 57.192593, 14.004763 | 12000000001467 | Ladda upp en bild av detta fornminne      |
| Värnamo 401                  | Hällristning                |              | Värnamo, Småland    |       | 57.193562, 14.005454 | 12000000001469 | Ladda upp en bild av detta fornminne      |
| Värnamo 411                  | Stensättning                |              | Värnamo, Småland    |       | 57.192654, 14.006070 | 12000000001485 | Ladda upp en bild av detta fornminne      |
| Grenardiertorp (Värnamo 421) | Lägenhetsbebyggelse         |              | Värnamo, Småland    |       | 57.169656, 14.019123 | 12000000001874 | Ladda upp en bild av detta fornminne      |
| Stora Ryet (Värnamo 422)     | Lägenhetsbebyggelse         |              | Värnamo, Småland    |       | 57.167952, 14.020328 | 12000000001875 | Ladda upp en bild av detta fornminne      |
| Kullen (Värnamo 425)         | Lägenhetsbebyggelse         |              | Värnamo, Småland    |       | 57.166796, 14.006737 | 12000000001880 | Ladda upp en bild av detta fornminne      |
| Bråddebo (Värnamo 426)       | Lägenhetsbebyggelse         |              | Värnamo, Småland    |       | 57.165704, 14.008487 | 12000000001881 | Ladda upp en bild av detta fornminne      |
| Värnamo 430                  | Hög                         |              | Värnamo, Småland    |       | 57.205912, 14.040245 | 12000000001924 | Ladda upp en bild av detta fornminne      |
| Värnamo 431                  | Hög                         |              | Värnamo, Småland    |       | 57.206250, 14.040321 | 12000000001925 | Ladda upp en bild av detta fornminne      |
| Värnamo 445                  | Röse                        |              | Värnamo, Småland    |       | 57.196231, 14.010093 | 12000000005163 | Ladda upp en bild av detta fornminne      |
| Värnamo 447                  | Lägenhetsbebyggelse         |              | Värnamo, Småland    |       | 57.196296, 14.014651 | 12000000005165 | Ladda upp en bild av detta fornminne      |
| Värnamo 454                  | Stensättning                |              | Värnamo, Småland    |       | 57.148686, 14.081915 | 12000000045055 | Ladda upp en bild av detta fornminne      |
| Värnamo 469                  | Hällristning                |              | Värnamo, Småland    |       | 57.177536, 14.008250 | 12000000070064 | Ladda upp en bild av detta fornminne      |
| Värnamo 474                  | Gravfält                    |              | Värnamo, Småland    |       | 57.224852, 14.024593 | 12000000127333 | Ladda upp en bild av detta fornminne      |